# Irlanda
Irlanda (în engleză Ireland, în irlandeză Éire, [ˈeːɾʲə] ⓘ), denumită și Republica Irlanda (în engleză Republic of Ireland, în irlandeză Poblacht na hÉireann), este un stat suveran aflat în Europa de Vest, ocupând circa cinci șesimi din insula Irlanda. Capitala și cel mai mare oraș al țării este Dublin, aflat în estul insulei, a cărei arie metropolitană găzduiește aproximativ un sfert din cei 4,6 milioane de locuitori ai țării. Țara are frontieră terestră numai cu Irlanda de Nord, țară componentă a Regatului Unit, restul limitelor țării fiind țărmul Oceanului Atlantic, la sud aflându-se Marea Celtică, la sud-est Canalul Sfântul Gheorghe, și la est Marea Irlandei. Statul este guvernat ca republică parlamentară unitară, șeful statului fiind un președinte ales direct. Șeful guvernului, Taoiseach, este numit în funcție de camera inferioară a parlamentului, Dáil Éireann.
După Războiul Irlandez de Independență, urmat de tratatul anglo-irlandez, Irlanda a obținut independența față de Regatul Unit sub numele de Statul Liber Irlandez în 1922. Irlanda de Nord și-a exercitat opțiunea de a rămâne în cadrul Regatului Unit, prin ceea ce s-a numit Ulster Month. La început dominion în cadrul Commonwealth-ului, Statul Liber a obținut recunoașterea oficială a deplinei independențe legislative din partea guvernului britanic prin statutul de la Westminster din 1931. O nouă constituție⁠(en)[traduceți] a fost adoptată în 1937, prin care numele statului a devenit Irlanda. În 1949, restul îndatoririlor regelui — definite prin Legea Autorității Executive în Relațiile Externe din 1936 — au fost înlăturate, iar Irlanda s-a declarat republică conform Legea Republicii Irlanda din 1948⁠(en)[traduceți]. Statul nu a avut relații formale cu Irlanda de Nord de-a lungul a mare parte din secolul al XX-lea, dar din 1999 cele două au cooperat pe mai multe domenii în cadrul Consiliului Ministerial Nord-Sud⁠(en)[traduceți] înființat prin Acordul din Vinerea Mare.
Irlanda este printre cele mai bogate țări din lume după PIB-ul pe cap de locuitor. După ce a aderat la predecesoarea Uniunii Europene, denumită Comunitatea Economică Europeană, în 1973, Irlanda a pus în aplicare politici economice liberale care au dus la o creștere economică rapidă, ajungând la un nivel considerabil de prosperitate între 1995 și 2007, timp în care a fost denumită „Tigrul Celtic”. Creșterea a fost oprită de o criză financiară⁠(en)[traduceți] izbucnită în 2008, în conjuncție cu recesiunea economică globală⁠(en)[traduceți].
În 2011 și în 2013, Irlanda s-a clasat pe locul al șaptelea în lume ca grad de dezvoltare în clasamentul Indicelui Dezvoltării Umane al ONU. Ea are bune performanțe conform mai multor metrici, între care libertatea presei, libertatea economică și libertatea civilă. Irlanda este membră a Uniunii Europene și este membră fondatoare a Consiliului Europei și al OECD. Ea urmează o politică de neutralitate prin nealiniere, nefiind membră NATO, deși participă la Parteneriatul pentru Pace.

## Istorie

### Preistoria și protoistoria Irlandei
Primii oameni care au venit pe insula Irlanda au fost vânători-culegători, prezența omului în acest teritoriu datând din paleolitic, cu cca 12.500 ani în urmă. Istoria scrisă a insulei începe însă după ce exploratorii Greciei antice au ajuns în regiune. Astfel, Diodorus Siculus și Strabon spuneau despre locuitorii insulei că practicau canibalismul. Cucerirea romană a Britanniei a atras atenția acestei puteri a lumii antice asupra regiunii. Iulius Cezar consemnează în Commentarii de Bello Gallico poziția corectă, la vest de Britannia, a insulei pe care o denumea Hibernia. Un secol mai târziu, guvernatorul Britanniei, Gnaeus Julius Agricola, a ținut pe lângă sine o căpetenie irlandeză cu scopul de a supune insula. Planurile lui nu s-au concretizat.

### Creștinarea și invaziile vikingilor și normanzilor

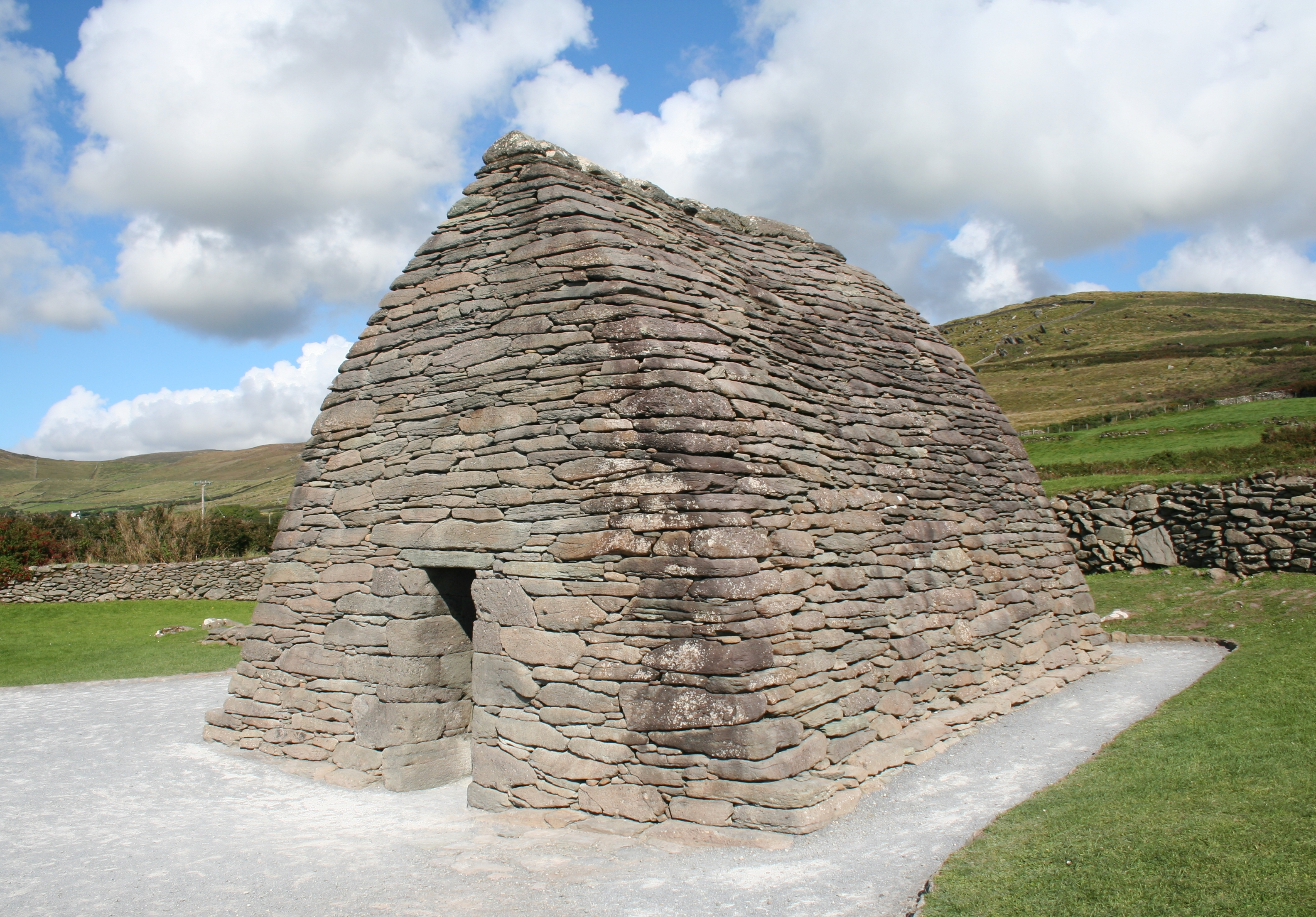
Gallarus Oratory, una dintre cele mai vechi biserici din Irlanda, datată între secolele al VI-lea și al IX-lea

Primele referiri clare la evenimente ce s-au petrecut pe insulă, asociate începutului Evului Mediu Timpuriu, apar pe la începutul secolului al V-lea e.n., odată cu creștinarea teritoriului. La 431, papa Celestin I l-a trimis pe Palladius să fie episcop al creștinilor irlandezi, ceea ce dovedește existența cultului creștin pe insulă. Prin tradiție, misiunea Sfântului Patrick este considerată a fi avut loc în această perioadă, dar scrierile lui nu sunt databile cu exactitate. Cert este că procesul de creștinare a Irlandei a fost unul îndelungat, Patrick și Palladius fiind principalii misionari cunoscuți de istorie. De-a lungul Evului Mediu Timpuriu, Irlanda era omogenă etno-cultural, fiind locuită de triburile celtice agrariene ale galilor, dar era divizată din punct de vedere politic, la diverse momente de timp apărând în diverse zone cinci principale formațiuni statale, conduse de structuri dinastice denumite clanuri, dintre care patru formațiuni (Connachta, Laigin, Mumu și Mide) corespund în mare parte teritoriului statului irlandez modern, cealaltă (Ulaid) fiind centrată în actuala Irlandă de Nord. Astfel au găsit insula primii invadatori vikingi, sosiți în anul 795.

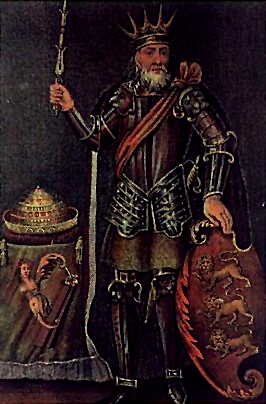
Brian Boru, singurul rege celtic care a fost aproape de a unifica întreaga insulă

La început, vikingii au sosit doar în expediții de pradă, dar ulterior, spre mijlocul secolului al IX-lea, și-au construit porturi fortificate pentru iernat. Însuși orașul Dublin a apărut ca fortificație vikingă spre sfârșitul aceluiași secol. În 902, două regate celtice și-au unit forțele pentru a-i izgoni pe vikingi, cucerind Dublinul (Áth Cliath), dar victoria lor a fost vremelnică, navigatorii nordici revenind în 914. Perioada vikingă a dus la căsătorii mixte și împrumuturi culturale, deși a fost marcată de numeroase conflicte între regii celți autohtoni și cuceritorii nordici. În cele din urmă, în 980, Dublinul, devenit centru de putere al vikingilor, a fost cucerit de gaélii conduși de Máel Sechnaill mac Domnaill, lăsând însă în urmă unele formațiuni statale ale hiberno-nordicilor (regi de origine mixtă celto-vikingă). Din luptele împotriva vikingilor, s-a remarcat și căpetenia Brian Boru care în scurt timp a rivalizat cu Máel Sechnaill, l-a supus în 1002 și s-a proclamat rege al întregii insule. Campaniile duse pentru a-i supune și pe ceilalți conducători de formațiuni statale care s-au revoltat împotriva sa au fost aproape de a aduce prima unificare politică deplină a insulei, dar Brian Boru a murit în bătălia de la Clontarf din 1012.

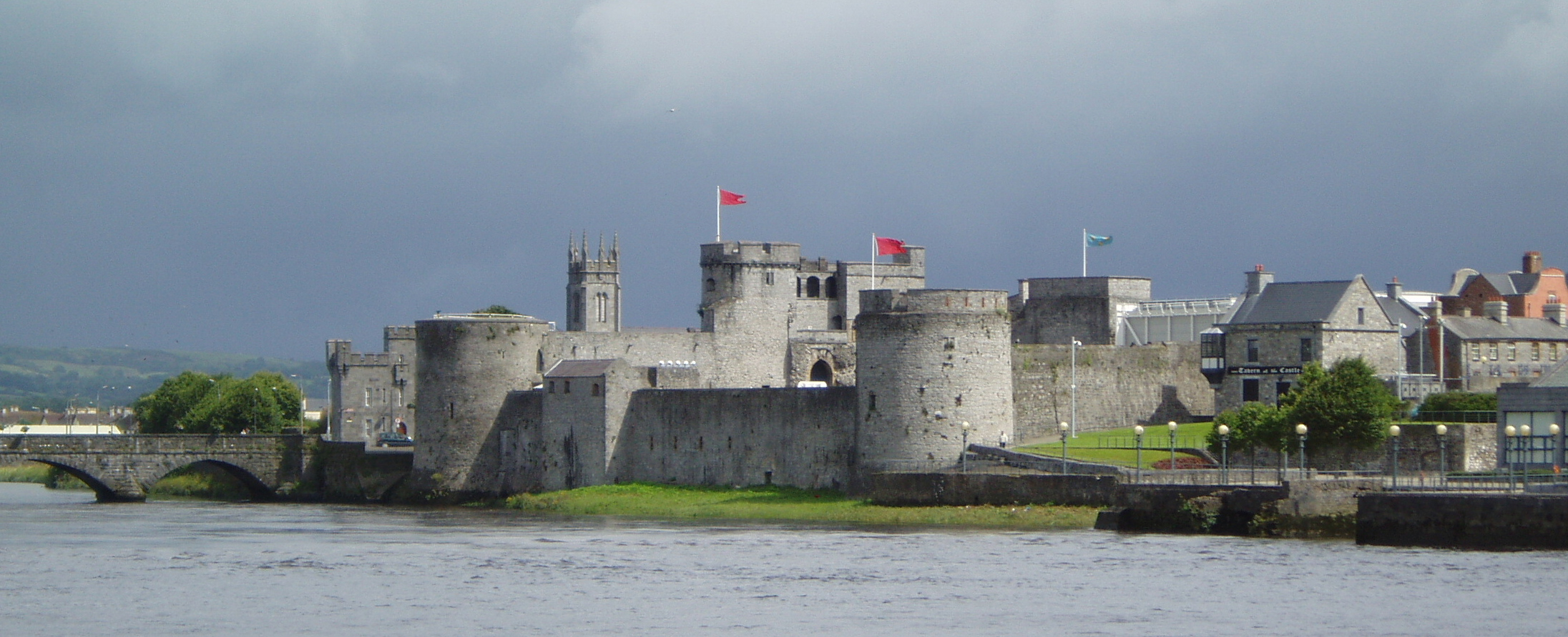
Unul dintre numeroasele castele medievale, relicvă a cuceririi normande

De-a lungul secolului al XI-lea și primei jumătăți a secolului al XII-lea, teritoriul a continuat să fie împărțit între cele cinci centre de putere, cu câte un „Mare Rege” ("High King") care ocazional reușea să revendice o autoritate mai amplă.:pp. 40–47 Anul 1169 a marcat o nouă epocă istorică pentru Irlanda — invazia normandă. Henric al II-lea a fost primul rege al Angliei care a pus piciorul în Irlanda, autorizat fiind de o bulă papală primită în 1155 din partea lui Adrian al IV-lea. Fie prin lupte, fie prin alianțe cu regii celți, normanzii au pătruns la început în partea estică a insulei și au încercat să impună feudalismul, pe fondul unor schimbări climatice care au favorizat agricultura. A fost înființată Senioria Irlandei⁠(en)[traduceți], un fief papal, titlul de senior al Irlandei fiind acordat de papă regelui Angliei; la rândul său, regele Angliei numea un lord locțiitor care să conducă treburile senioriei. Cu timpul, baronii normanzi au devenit mari proprietari de pământ și au ridicat numeroase cetăți pe insulă, mai ales în preajma zonelor de coastă. Timp de două secole, istoria insulei a fost marcată de rivalitatea între acești baroni și regele Angliei, apogeul puterii baronilor fiind atins în 1297, când aceștia au înființat Parlamentul Irlandei. În prima jumătate a secolului al XIV-lea însă, foametea și ciuma din Europa, care au dus și la intensificarea rebeliunilor conducătorilor gaéli care încercau să recucerească pământurile bogate acaparate de nobilimea normandă și invazia scoțiană din 1315⁠(en)[traduceți], au condus la declinul puterii normande, cu timpul autoritatea engleză restrângându-se la o zonă fortificată în jurul Dublinului. Normanzii din afara acestei regiuni au fost în timp asimilați de irlandezii autohtoni, preluând de la aceștia limba irlandeză, dar și obiceiurile și structura de clan. A doua jumătate a secolului al XIV-lea și secolul al XV-lea au marcat declinul puterii Angliei, implicată în Războiul de 100 de Ani, și apoi frământată de Războiul celor Două Roze.

### Cucerirea engleză

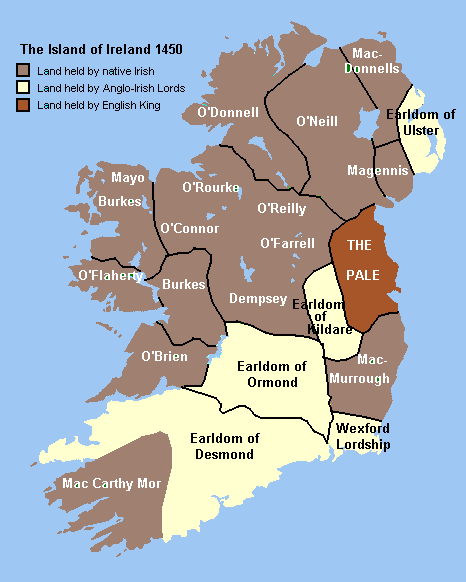
Irlanda în 1450

La începutul secolului al XVI-lea, Irlanda era împărțită între:
- fâșia Dublin, adică ceea ce mai rămăsese din Senioria Irlandei, fief papal condus de jure de regele Angliei și de facto de puternicii lorzi-locțiitori din casa Fitzgerald din Kildare;
- teritoriile unor nobili anglo-irlandezi loiali Angliei; și
- teritoriile unor conducători irlandezi, cvasiindependente față de Anglia.

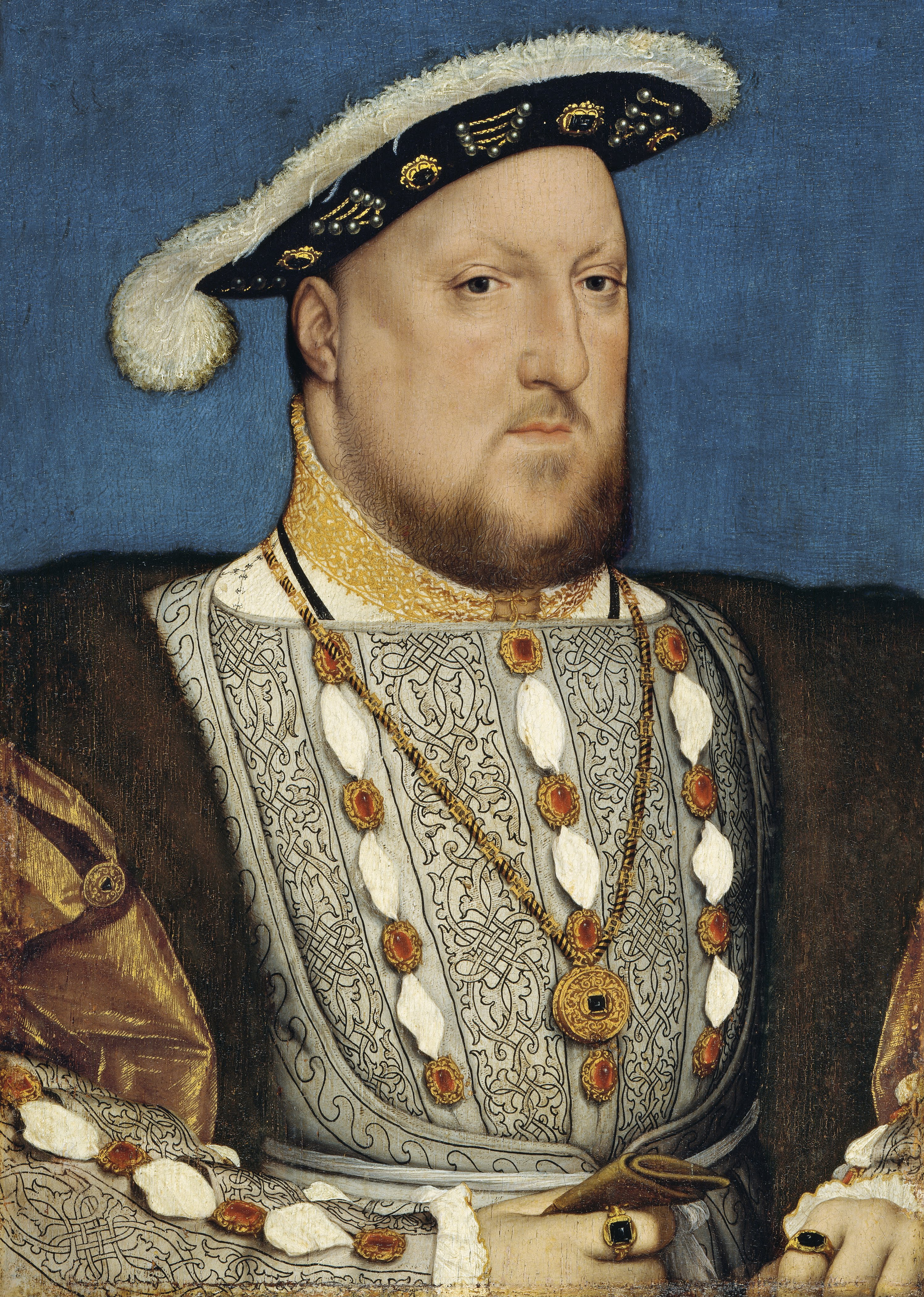
Henric al VIII-lea a reinstituit autoritatea coroanei de la Londra asupra Irlandei și s-a proclamat rege al Irlandei

După venirea sa pe tron, Henric al VIII-lea al Angliei a păstrat la început status quoul, dar a început din 1513 o politică de supunere a Irlandei, fie prin acțiuni militare, fie prin înțelegeri cu conducătorii locali, iar în 1542 Henric a proclamat Regatul Irlandei cu el ca rege, într-un gest de sfidare a puterii Papei; în cele din urmă, fiica sa, Mary I, a fost recunoscută de Papă ca regină a Irlandei. Puterea casei Fitzgerald a fost redusă, în ciuda opoziției violente a acesteia cauzată de numirea de către regina Angliei a unui lord-locțiitor din afara familiei și chiar din afara insulei. După mai multe conflicte, Irlanda a intrat în întregime sub dominație engleză la începutul secolului al XVII-lea, la sfârșitul domniei Elisabetei I și la începutul domniei lui Iacob I. Nobilimea irlandeză care a acceptat în cele din urmă autoritatea Londrei era însă predominant catolică, în timp ce noii coloniști ce veneau din Anglia erau protestanți și erau favorizați la alegerea în structurile de putere din Irlanda. La 1640, Parlamentul irlandez era dominat de protestanți, în timp ce regele ducea politici îngăduitoare cu nobilii autohtoni irlandezi. Rebeliunea izbucnită în 1641 nu a putut fi înăbușită deoarece în 1642 a izbucnit Războiul Civil Englez. Rebelii irlandezi au masacrat coloniști protestanți și s-au aliat cu regele Carol I și cu regaliștii din Marea Britanie. Aceștia au fost înfrânți însă de parlamentariști, iar Oliver Cromwell a recucerit Irlanda după un război violent soldat cu masacre ca cel de după asediul Droghedei din 1649, a confiscat proprietățile nobililor irlandezi și le-a distribuit coloniștilor protestanți.

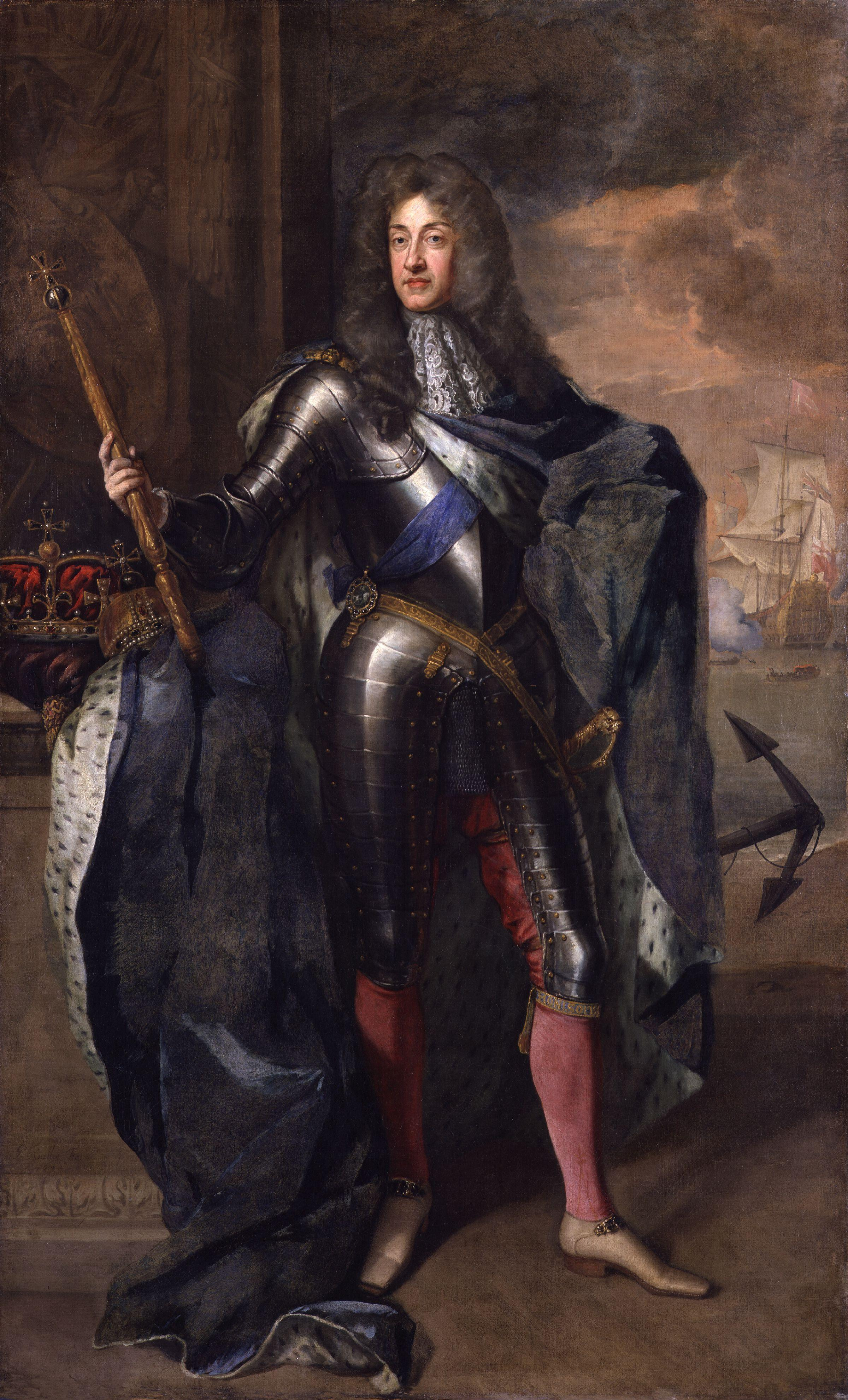
Iacob al II-lea a încercat să reacorde catolicilor drepturile civile, dar a fost detronat de o coaliție între parlamentariștii protestanți și Olanda.

După Restaurația Stuarților, Carol al II-lea a căutat să reconcilieze întrucâtva nobilii irlandezi catolici, dar a păstrat în vigoare confiscările de pământuri impuse de Cromwell. Iacob al II-lea a mers ulterior mai departe, abrogând mai multe legi anticatolice, atitudine ce i-a adus însă detronarea în Revoluția Glorioasă din 1688, el fiind înlocuit de parlamentariștii englezi, susținuți de olandezi, cu Wilhelm de Orania. Deși susținut de Franța lui Ludovic al XIV-lea, Iacob al II-lea a fost înfrânt, și odată cu el și visurile nobilimii irlandeze de redobândire a vechilor privilegii. Capitularea iacobiților catolici irlandezi la Limerick în 1691 a marcat începutul unei perioade de dominație protestantă, în care puterea în țară a aparținut unei minorități de nobili și clerici protestanți anglicani, singurele categorii ce aveau drept de vot.:p. 38 Nobilii irlandezi s-au convertit de-a lungul secolului al XVIII-lea la protestantism pentru a-și păstra proprietățile și pentru a căpăta drepturi politice.:p. 38 Cu timpul, deși dominat de protestanți, acest parlament a început să ceară drepturi comerciale mai favorabile și o autonomie lărgită față de Londra. Strădaniile lor au fost încununate în 1782 cu o constituție care mărea puterile parlamentului. Imediat au fost adoptate legi prin care catolicii au reprimit dreptul de vot și de a cumpăra pământuri, deși încă nu puteau fi aleși în parlament sau numiți în posturi din administrație. După modelul militantismului Revoluției Franceze, unii catolici irlandezi au format grupări radicale, cerând drepturi egale pentru toate confesiunile și independență față de Londra. Revolta lor din 1798 a fost însă înăbușită în câteva luni, iar de la 1 ianuarie 1801, autonomia irlandeză a fost suprimată și toată insula a fost incorporată în Regatul Unit al Marii Britanii și al Irlandei.

### Mișcarea pentru autonomie
Începând cu 1 ianuarie 1801 și până la 6 decembrie 1922, insula Irlanda a fost în întregime parte a Regatului Unit al Marii Britanii și Irlandei. În timpul Marii Foamete, între 1845 și 1849, populația de peste 8 milioane de locuitori a insulei a scăzut cu 30%. Un milion de irlandezi au murit de foame și/sau de boli și alți 1,5 milioane au emigrat, în special în Statele Unite. Atunci a început să se manifeste o tendință de emigrație ce avea să dureze un secol, tendință ce s-a manifestat printr-un declin constant al populației până în anii 1960.

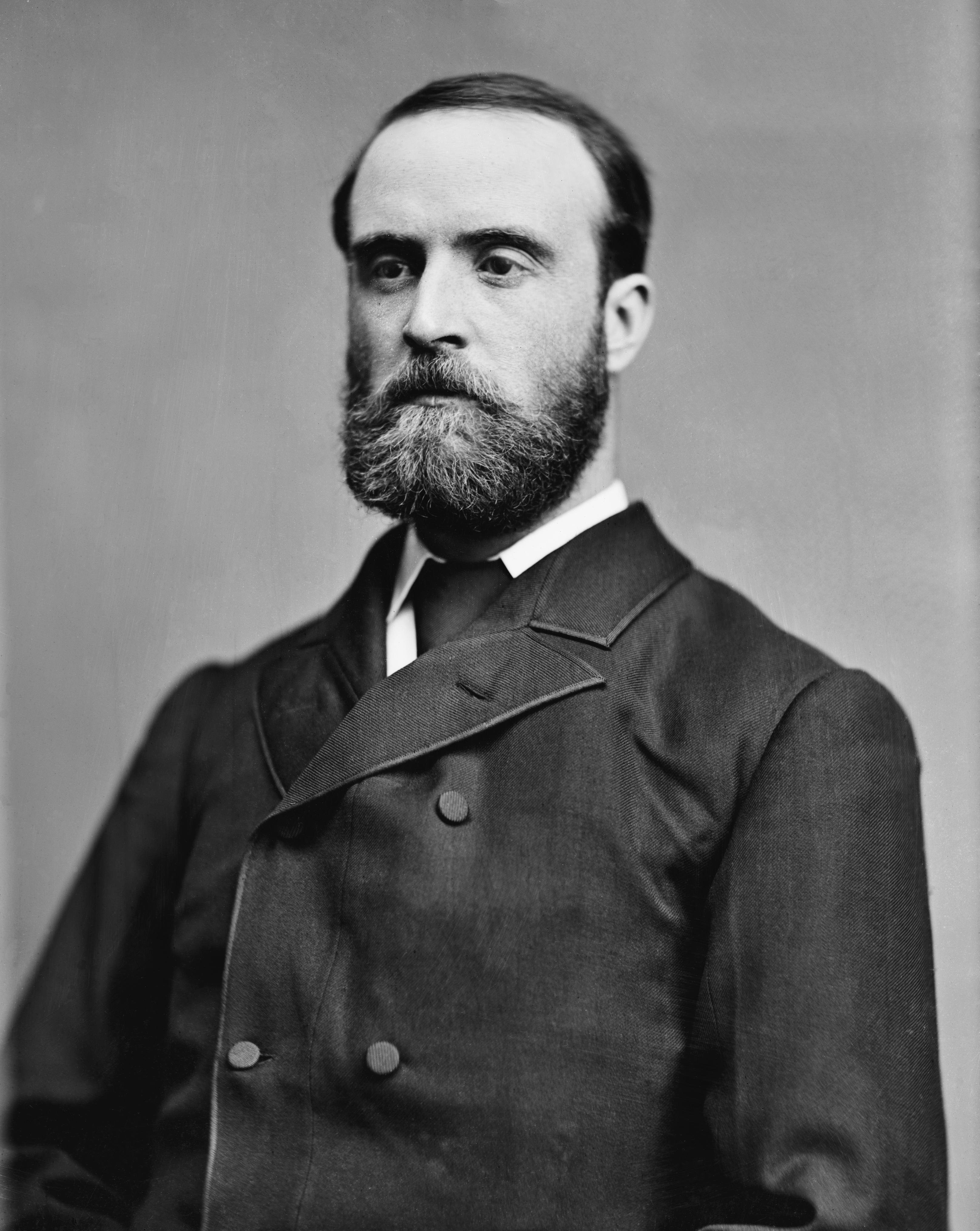
en a fost înființat în 1882 de en (1846–1891).

Din 1874, în special sub conducerea lui Charles Stewart Parnell⁠(en)[traduceți] după 1880, Partidul Parlamentarist Irlandez⁠(en)[traduceți] a ieșit în prim plan prin agitația agrariană practicată pe scară largă prin intermediul Ligii Irlandeze pentru Pământ⁠(en)[traduceți], care a obținut ameliorarea situației țăranilor fără pământ sub forma Legilor Funciare Irlandeze⁠(en)[traduceți], dar și prin tentativele de a obține autonomia⁠(en)[traduceți], cu două propuneri de legi, în 1886 și 1893, neadoptate, prin care Irlanda ar fi primit o autonomie națională limitată. Aceasta a dus la trecerea afacerilor naționale, în urma Legii Guvernării Locale din 1898⁠(en)[traduceți], sub control local din mâinile marilor jurii dominate de marii proprietari din rândurile aristrocrației protestante.
Obținerea autonomiei părea sigură atunci când Legea Parlamentului din 1911⁠(en)[traduceți] a abolit dreptul de veto al Camerei Lorzilor, și John Redmond⁠(en)[traduceți] a obținut adoptarea celei de a treia propuneri de lege a autonomiei în 1914. Mișcarea unionistă⁠(en)[traduceți] era însă în creștere începând cu 1886 în rândul protestanților irlandezi încă de la prima propunere legislativă; aceștia se temeau de discriminări și de pierderea privilegiilor economice și sociale în cazul în care catolicii irlandezi ar fi obținut puterea politică. La sfârșitul secolului al XIX-lea și începutul secolului al XX-lea, sentimentul unionist era deosebit de puternic în părți din Ulster, unde industrializarea era mai frecventă spre deosebire de restul agrar al insulei. Exista temerea că se vor introduce taxe vamale care vor afecta grav regiunea. Tot în zona Ulsterului, populația protestantă era majoritară în patru comitate și destul de semnificativă în celelalte. Sub conducerea dublinezului Sir Edward Carson⁠(en)[traduceți] din Partidul Unionist Irlandez⁠(en)[traduceți] și al lui Sir James Craig⁠(en)[traduceți], originar din nord, din Partidul Unionist din Ulster⁠(en)[traduceți], unioniștii au trecut la acțiuni militante pentru a se opune Coerciunii Ulsterului. După adoptarea Legii Autonomiei în Parlament în mai 1914, pentru a evita rebeliunea Ulsterului, primul ministru britanic H. H. Asquith a introdus o Lege de Amendare care a fost, cu greutate, acceptată de conducerea Partidului Irlandez. Aceasta stipula excluderea temporară a Ulsterului de la aplicarea legii pe o perioadă de șase ani, măsurile ce urmau a fi introduse în acea zonă fiind nespecificate.

### Revoluția și pașii către independență

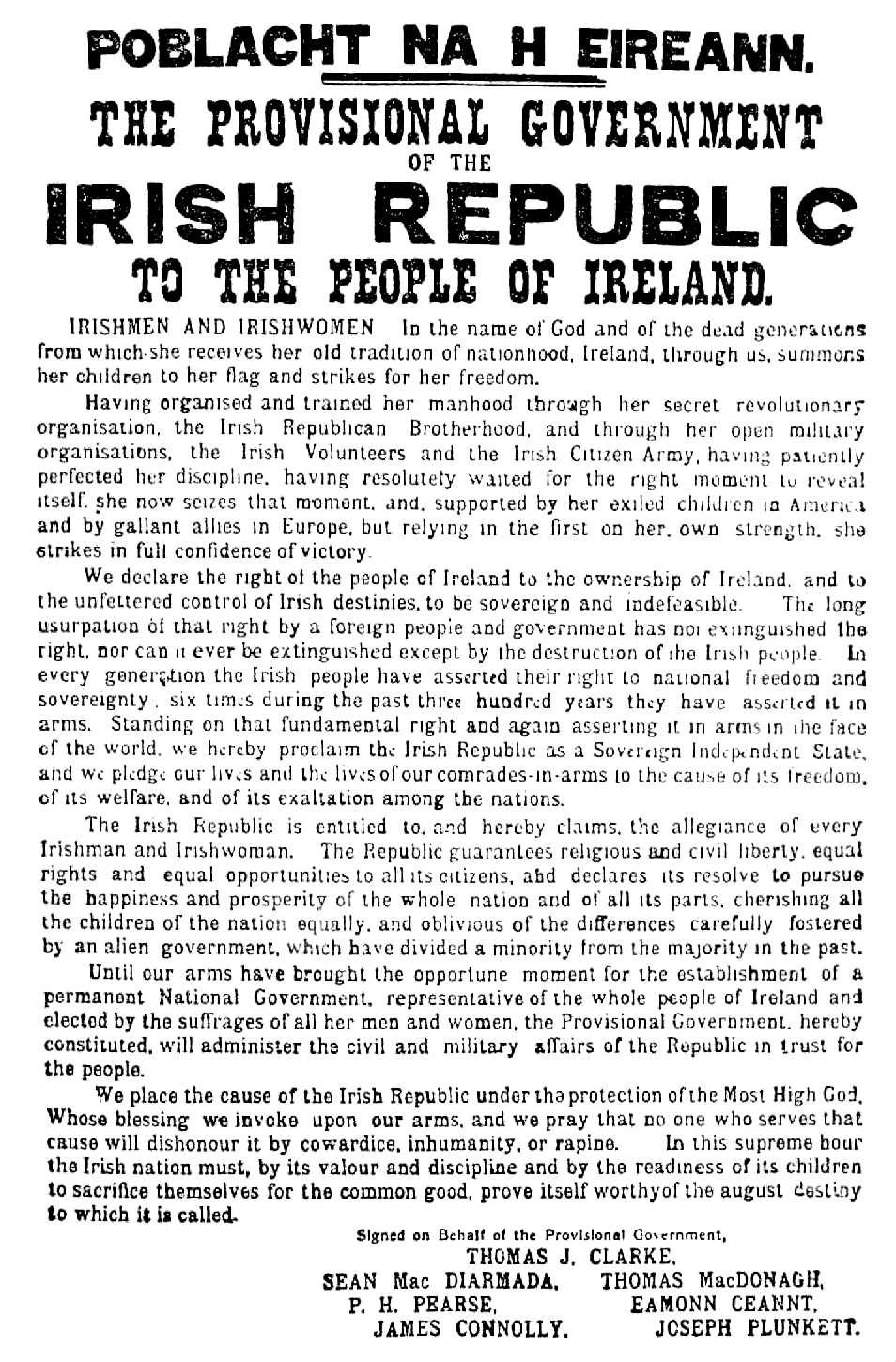
en, 1916

Deși primise Consimțământ Regal⁠(en)[traduceți] și fusese introdusă în registrul statutar în 1914, implementarea Legii Autonomiei a fost suspendată până după Primul Război Mondial. Pentru a asigura aplicarea legii la sfârșitul războiului, Redmond și Voluntarii Naționali Irlandezi⁠(en)[traduceți] au susținut Regatul Unit în conflict, 175.000 de oameni înscriindu-se în Regimentele irlandeze⁠(en)[traduceți] din diviziile a zecea (irlandeză)⁠(en)[traduceți] și a șaisprezecea (irlandeză)⁠(en)[traduceți], în timp ce unioniștii s-au înrolat în Divizia XXXVI (Ulster)⁠(en)[traduceți] ale Noii Armate Britanice⁠(en)[traduceți].
Miezul grupării voluntarilor irlandezi, care se opuneau oricărei susțineri acordate Regatului Unit, împreună cu Armata Cetățenească Irlandeză⁠(en)[traduceți], au declanșat o insurecție armată antibritanică în 1916, denumită Răscoala de Paști. Aceasta a început la 24 aprilie 1916, cu o declarație de independență. După o săptămână de lupte grele, duse în principal în Dublin, rebelii care mai supraviețuiau au fost obligați să capituleze. Majoritatea au fost închiși, și cincisprezece dintre ei (inclusiv majoritatea liderilor) au fost executați pentru trădarea Regatului Unit. Între aceștia s-au numărat Patrick Pearse, astăzi recunoscut ca primul președinte al Irlandei și părinte fondator al Irlandei moderne, precum și James Connolly⁠(en)[traduceți], socialist și fondator al sindicatului Muncitorii Industriali ai Lumii⁠(en)[traduceți] și mișcărilor muncitorești irlandeză și scoțiană, care a fost general în timpul răscoalei și rănit. Acest eveniment a avut un efect profund asupra opiniei publice din Irlanda.
În ianuarie 1919, după alegerile generale din 1918, 73 dintre cele 105 de locuri de parlamentari din Irlanda erau membri ai partidului Sinn Féin, care au refuzat să-și ia locurile din Camera Comunelor. În schimb, ei au format un parlament irlandez denumit Dáil Éireann. Acest Dáil din ianuarie 1919 a emis o declarație de independență și a proclamat Republica Irlandeză. Această Declarație a fost în principal o reafirmare a Proclamației din 1916 cu stipularea adițională că Irlanda nu mai era parte a Regatului Unit. Noua Republică Irlandeză nu a fost recunoscută pe plan internațional decât de Rusia Sovietică. Aireachtul⁠(en)[traduceți] (guvernul) acestui stat a trimis o delegație în frunte cu Ceann Comhairle-ul⁠(en)[traduceți] Seán T. O'Kelly⁠(en)[traduceți] la Conferința de Pace de la Paris din 1919, dar ea nu a fost primită.

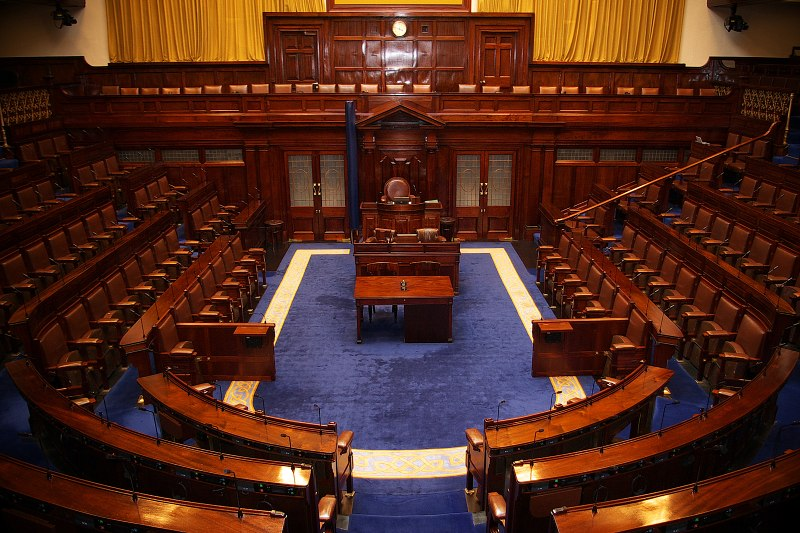
În 1922, a fost declarat un nou parlament, denumit Oireachtas, în cadrul căruia Dáil Éireann a devenit cameră inferioară.

După Războiul de Independență și armistițiul semnat în iulie 1921, representanții guvernului britanic și delegații irlandezi în frunte cu Arthur Griffith⁠(en)[traduceți], Robert Barton⁠(en)[traduceți] și Michael Collins, au negociat la Londra Tratatul Anglo-Irlandez între 11 octombrie și 6 decembrie 1921. Delegații irlandezi și-au stabilit cartierul general la Hans Place⁠(en)[traduceți] în Knightsbridge⁠(en)[traduceți] și aici s-a luat în discuții private la 5 decembrie hotărârea de a recomanda Tratatul camerei Dáil Éireann, care l-a ratificat cu o majoritate mică.
Conform Tratatului, la 6 decembrie 1922 întreaga insulă Irlanda devenea un dominion britanic autonom, denumit Statul Liber Irlandez (Saorstát Éireann). Conform Constituției Statului Liber Irlandez⁠(en)[traduceți], Parlamentul Irlandei de Nord⁠(en)[traduceți] avea opțiunea de a ieși la exact o lună după aceea din Statul Liber Irlandez și de a reveni la Regatul Unit. În această perioadă, puterile Parlamentului Statului Liber Irlandez și ale Consiliului Executiv al Statului Liber Irlandez urmau să nu se extindă și asupra Irlandei de Nord. Irlanda de Nord și-a exercitat imediat acest drept conform tratatului, părăsind noul dominion și readerând la Regatul Unit la 8 decembrie 1922. În memoriul adresat regelui, se cerea „ca puterile Parlamentului și Guvernului Statului Liber Irlandez să nu se mai extindă asupra Irlandei de Nord.”
Statul Liber Irlandez a fost o monarhie constituțională, regele său fiind monarhul britanic. Exista un guvernator-general⁠(en)[traduceți], un parlament bicameral, un cabinet denumit „Consiliul Executiv” și un prim ministru, denumit „președintele Consiliului Executiv”.

### Războiul Civil Irlandez

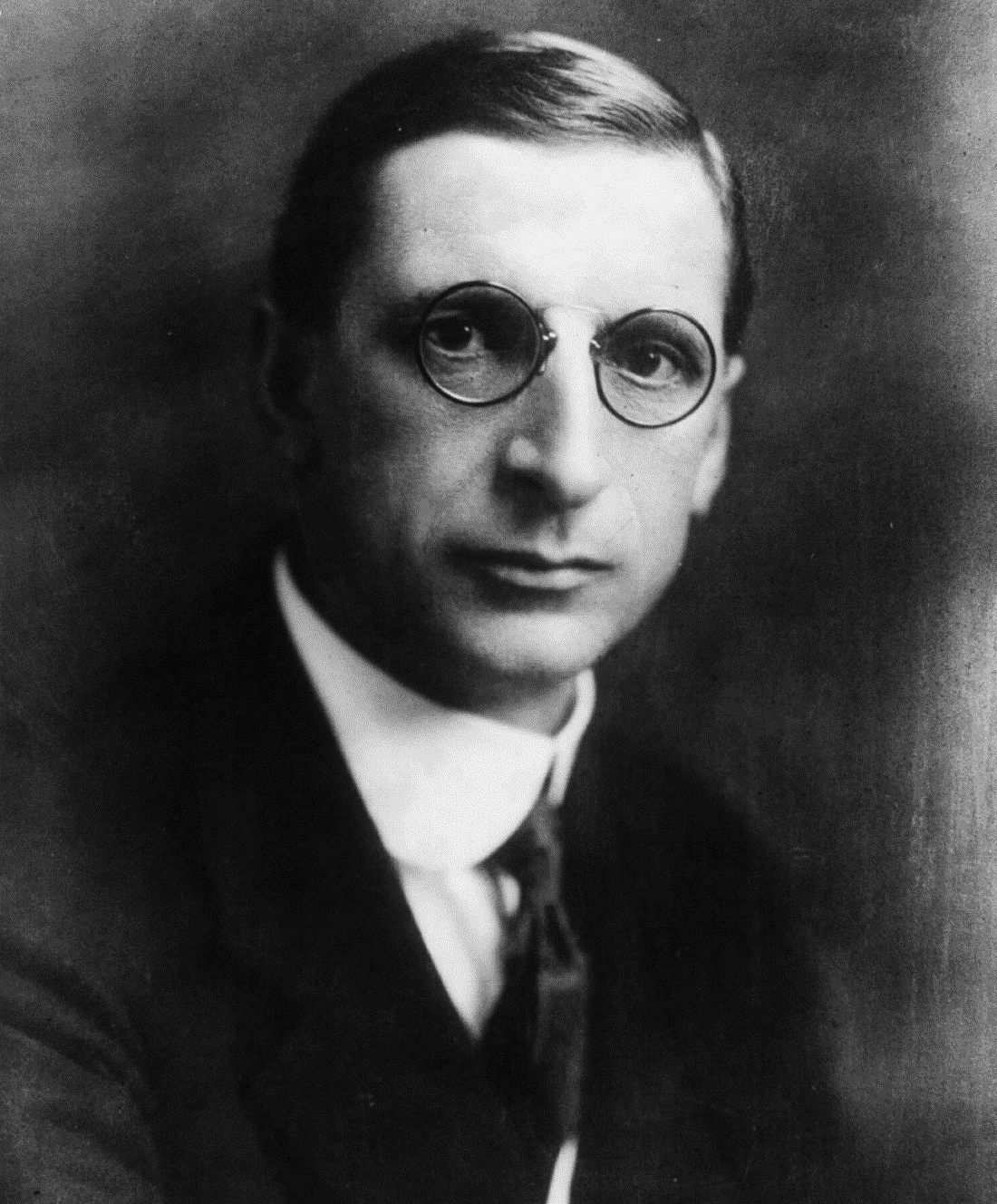
Éamon de Valera (1882–1975)

Războiul Civil Irlandez a fost o consecință a înființării Statului Liber Irlandez. Forțele ce se opuneau tratatului, în frunte cu Éamon de Valera, obiectau că acceptarea Tratatului însemna abolirea Republicii Irlandeze din 1919 căreia îi juraseră credință, susținând în public că „poporul nu are dreptul de a greși”. Ei se opuneau cel mai mult ideii că statul rămâne parte a Imperiului Britanic și că membrii Parlamentului Statului Liber sunt obligați să depună ceea ce ei considerau a fi un jurământ de credință regelui britanic. Forțele pro-tratat, în frunte cu Michael Collins, susțineau că tratatul „nu dă libertatea supremă la care aspiră și pe care o dezvoltă toate națiunile, ci libertatea de a o obține”.
La începutul războiului, Armata Republicană Irlandeză (IRA) s-a împărțit în două tabere: un IRA pro-tratat și un IRA anti-tratat⁠(en)[traduceți]. IRA pro-tratat s-a desființat și s-a integrat în noua Armată Națională⁠(en)[traduceți]. Din lipsa unei structuri eficiente de comandă a IRA anti-tratat și din cauza tacticilor defensive folosite în tot războiul, Michael Collins și forțele sale pro-tratat au reușit să strângă o armată de zeci de mii de veterani ai Primului Război Mondial din regimentele irlandeze ale Armatei Britanice, lăsate la vatră în 1922, capabile să îi copleșească pe opozanții tratatului. Aprovizionarea britanică cu artilerie, avioane, mitraliere și muniție s-a adăugat la avantajul forțelor pro-tratat, și amenințarea revenirii forțelor Coroanei în Statul Liber a înlăturat orice îndoială privind necesitatea punerii în aplicare a tratatului. Lipsa susținerii publice pentru forțele anti-tratat (denumite adesea Irregulars — „neregulații”) și hotărârea guvernului de a le supune au contribuit la înfrângerea lor.

### Constituția din 1937
După un referendum național⁠(en)[traduceți], la 29 decembrie 1937 a intrat în vigoare noua Constituție a Irlandei⁠(en)[traduceți] (Bunreacht na hÉireann). Ea a înlocuit Constituția Statului Liber și a denumit statul Irlanda, sau Éire în irlandeză. Articolele 2 și 3 ale Constituției afirmau o revendicare teritorială asupra întregii insule, considerând diviziarea Irlandei prin Tratatul Anglo-Irlandez din 1922 nelegitimă. Fostul guvern al Statului Liber Irlandez acționase în vederea abolirii formale a funcției de guvernator general cu câteva luni înaintea intrării în vigoare a noii Constituții. Deși Constituția înființa funcția de președinte al Irlandei⁠(en)[traduceți], rămânea deschisă întrebarea dacă Irlanda este republică. Diplomații erau acreditați la rege, dar președintele exercita funcțiunile interne ale unui șef de stat. De exemplu, președintele promulga noile legi în virtutea autorității sale, fără referire la rege. George al VI-lea rămânea însă un „organ”, stipulat în legea statutară.
Irlanda a rămas neutră⁠(en)[traduceți] în timpul celui de al Doilea Război Mondial, perioadă denumită de irlandezi Urgența⁠(en)[traduceți] (în engleză The Emergency). Legătura cu monarhia a încetat prin adoptarea Legii Republicii Irlanda din 1948⁠(en)[traduceți], care a intrat în vigoare la 18 aprilie 1949 și care declara că statul este o republică. Ulterior, Legea Coroanei Irlandei a fost abrogată oficial în Irlanda printr-o Lege de Revizuire a Legii Statutare (cutumele irlandeze dinaintea uniunii) în 1962. Irlanda era la acea vreme, tehnic, membră a Commonwealth-ului după independență și până la declararea republicii la 18 aprilie 1949. La acea vreme, trecerea la republică a unui stat membru ducea automat la excluderea sa din Commonwealth. La 10 zile după declararea ca republică a Irlandei, legea a fost modificată prin Declarația de la Londra⁠(en)[traduceți] din 28 aprilie 1949, permițând și republicilor să adere. Irlanda nu a cerut însă reprimirea sa.

### Istoria recentă

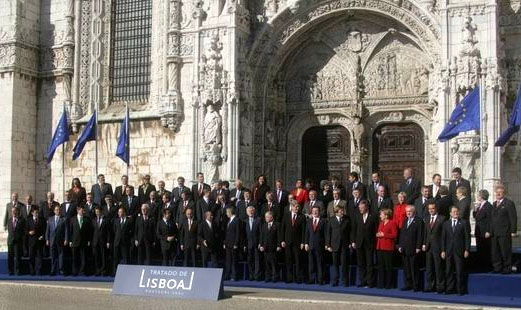
În 1973, Irlanda a aderat la CEE împreună cu Regatul Unit și Danemarca. Țara a semnat Tratatul de la Lisabona în 2007.

Irlanda a devenit membră a Națiunilor Unite în decembrie 1955, după ce îi fusese refuzată aderarea din cauza neutralității din timpul războiului și a nesusținerii cauzei Aliaților. La acea vreme, aderarea la ONU implica un angajament pentru folosirea forței cu scopul de a descuraja agresiunea unui stat împotriva altuia dacă ONU consideră acest lucru necesar.
Interesul către aderarea la Comunitatea Economică Europeană s-a dezvoltat în Irlanda în anii 1950, luându-se în considerație și aderarea la Zona Europeană de Liber Schimb⁠(en)[traduceți]. Cum și Regatul Unit intenționa să adere la CEE, Irlanda a cerut oficial aderarea în iulie 1961 din cauza legăturilor economice substanțiale cu Regatul Unit.:p. 55 Membrii fondatori ai CEE au rămas însă sceptici privind capacitatea economică și neutralitatea Irlandei, dar și din cauza politicilor protecționiste. Mulți economiști și politicieni irlandezi și-au dat seama că este nevoie de o reformă a politicii economice. Perspectiva aderării la CEE a devenit mai îndepărtată în 1963 când președintele Franței generalul Charles de Gaulle a declarat că Franța se opune aderării Regatului Unit, ceea ce a dus la încetarea negocierilor cu toate candidatele la aderare. În 1969 însă, succesorul său, Georges Pompidou, nu s-a mai opus aderării Regatului Unit și Irlandei. Negocierile au fost reluate și tratatul de aderare a fost semnat în 1972. Aderarea a fost confirmată printr-un referendum ținut în 1972⁠(en)[traduceți], țara aderând la CEE în 1973.
Criza economică de la sfârșitul anilor 1970 a fost alimentată de bugetul Fianna Fáil, abolirea impozitului pe autovehicule, excesul de creditare și instabilitatea economică globală. Au existat schimbări importante de politică din 1989, cu reformă economică, scăderi de taxe, reformă a asigurărilor sociale, o creștere a competitivității și o interdicție a finanțării consumului prin credite. Această politică a fost începută în 1989–1992 de guvernul Fianna Fáil/Democrații Progresiști⁠(en)[traduceți] și a fost continuată de guvernele Fianna Fáil/Laburist⁠(en)[traduceți] și Fine Gael/Laburist/Stânga Democrată⁠(en)[traduceți]. Irlanda a devenit una dintre economiile cu cele mai rapide creșteri la sfârșitul anilor 1990, fiind denumită Tigrul Celtic, ceea ce a durat până la criza financiară globală din 2007-2008⁠(en)[traduceți].
În chestiunea Irlandei de Nord, guvernele britanic și irlandez au încercat să găsească o rezolvare pașnică a conflictului violent în care erau implicate numeroase trupe paramilitare și Armata Britanică în Irlanda de Nord, conflict denumit „The Troubles”. Un acord de pace pentru Irlanda de Nord, denumit Acordul din Vinerea Mare, a fost aprobat în 1998 prin referendumuri în cele două părți ale insulei. Ca parte a acordului de pace, revendicarea teritorială asupra Irlandei de Nord din articolele 2 și 3 ale Constituției Irlandei au fost abrogate prin referendum.

## Geografie

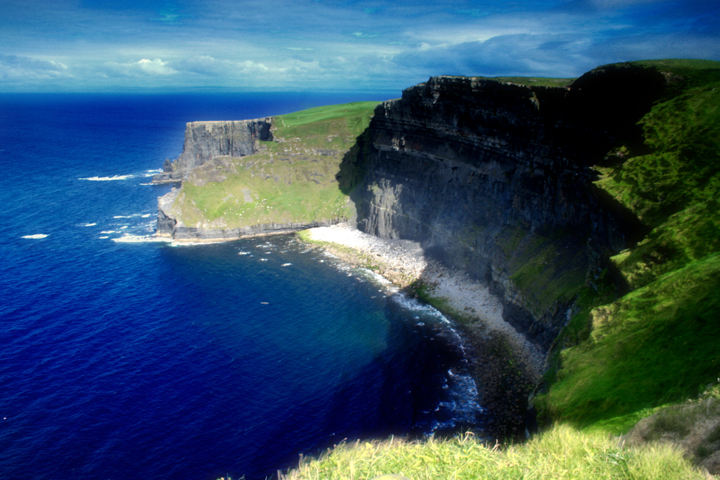
en pe coasta Atlanticului

Statul se întinde pe o arie ce ocupă cinci șesimi (70.273 km²) din insula Irlanda (84.421 km²), restul teritoriului insulei fiind ocupat de Irlanda de Nord. Insula este mărginită la nord și la vest de Oceanul Atlantic și la nord-est de Canalul de Nord⁠(en)[traduceți]. La est, Marea Irlandei o leagă de Oceanul Atlantic prin Canalul Sfântul Gheorghe și Marea Celtică la sud-est.
În zona de vest, peisajul constă mai ales din faleze abrupte, dealuri și munți. Câmpiile din centru sunt acoperite cu depozite glaciale de argile și nisip, precum și de zone mlăștinoase întinse și câteva lacuri. Cel mai înalt punct este Carrauntoohil (1.038 m), aflat în lanțul muntos Macgillycuddy's Reeks⁠(en)[traduceți] din sud-vest. Râul Shannon, care străbate câmpia centrală, este cel mai lung râu din Irlanda, cu o lungime de 386 km. Coasta vestică este mai accidentată ca cea estică, cu numeroase insule, peninsule, capuri și golfuri.

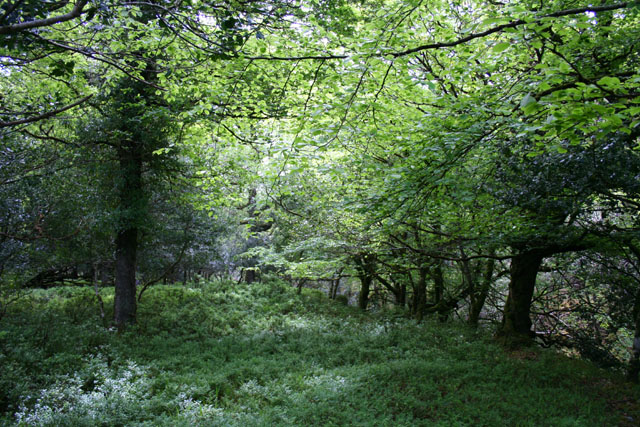
Pădure de foioase în comitatul Kerry cu pământul acoperit de leurdă (usturoi sălbatic)

Înainte de sosirea primilor coloniști în Irlanda acum 9.000 de ani, teritoriul era acoperit mai ales de păduri de stejar, frasin, ulm, alun, tisă, și alți arbori indigeni. Apariția turbăriilor și defrișarea unor păduri pentru a facilita agricultura sunt considerate a fi principalele cauze ale despăduririi din secolele ce au urmat. Astăzi, circa 12% din suprafața Irlandei este împădurită, dintre care marea majoritate este formată mai ales din plantații de conifere naturalizate pentru scopuri comerciale. Condițiile ideale de sol, precipitațiile abundente și clima blândă dau Irlandei cele mai ridicate rate de creștere a pădurilor din Europa. Șirurile de copaci utilizate prin tradiție pentru a defini limitele proprietăților sunt un important înlocuitor pentru habitatul forestier, reprezentând un refugiu pentru flora sălbatică și pentru numeroase specii de insecte, păsări și mamifere.

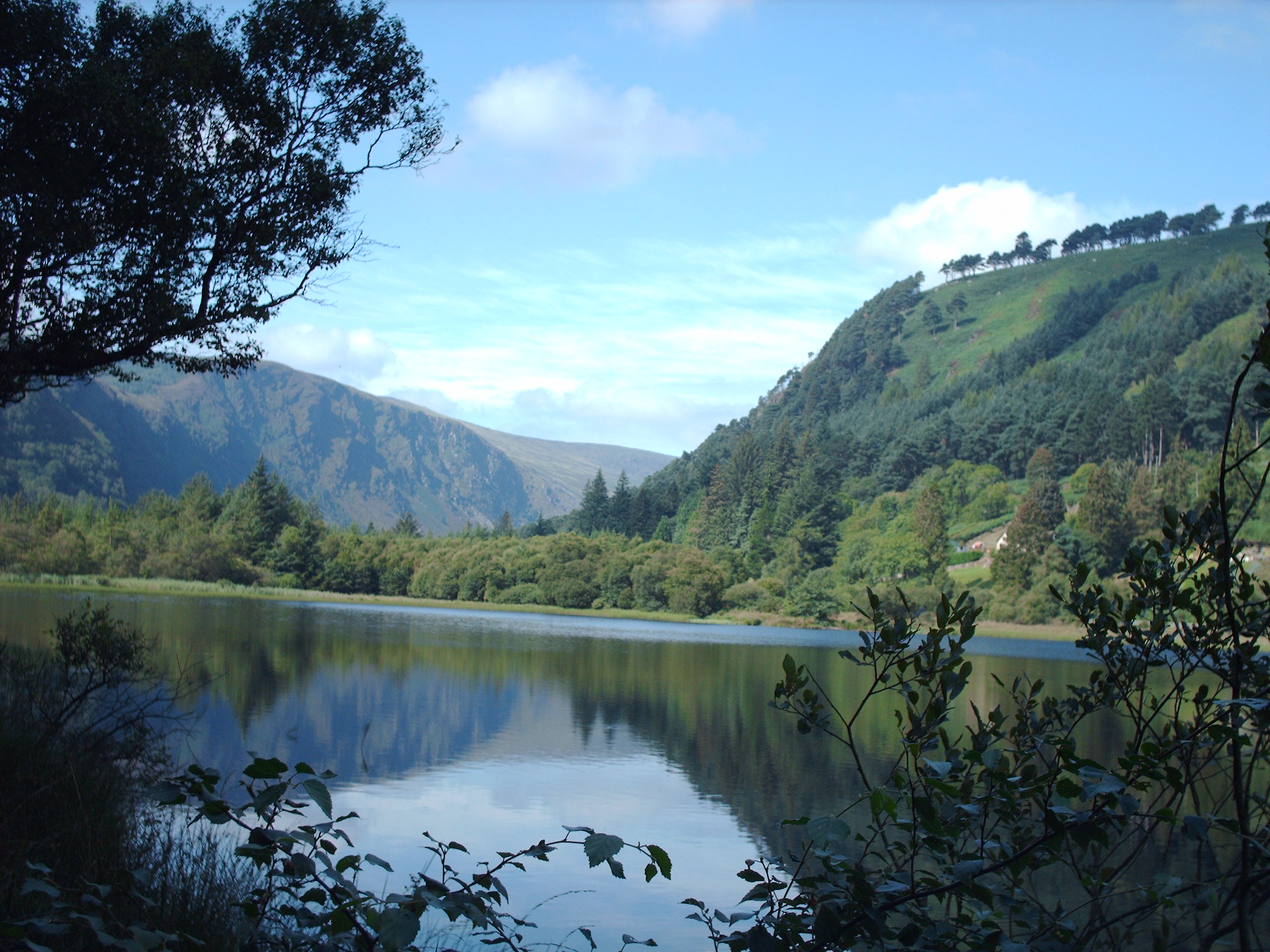
Valea en din comitatul Wicklow

Agricultura se practică pe circa 64% din suprafața totală a țării. Aceasta a avut ca rezultat limitarea suprafețelor în care se conservă habitate naturale, mai ales pentru mamiferele sălbatice mari care au necesități teritoriale mai mari. Lunga istorie de producție agricolă cuplată cu metodele moderne de agricultură, cum ar fi utilizarea de pesticide și îngrășăminte, a pus o mare presiune pe biodiversitate.

### Clima
Oceanul Atlantic și influența Curentului Golfului afectează vremea și clima în Irlanda. Temperaturile prezintă variații regionale, zonele centrale și estice tinzând să aibă temperaturi mai extreme. Datorită climei temperat-oceanice, temperaturile scad rareori sub −5 °C iarna și nu cresc peste 26 °C vara. Cea mai ridicată temperatură înregistrată vreodată în Irlanda a fost de 33,3 °C la 26 iunie 1887 la castelul Kilkenny⁠(en)[traduceți] din Kilkenny, în timp ce minima istorică națională este de −19,1 °C înregistrată la castelul Markree⁠(en)[traduceți] din Sligo. Precipitațiile sunt mai abundente în lunile de iarnă și mai rare în cele de vară. Zonele sudice au parte de cea mai multă ploaie, ca urmare a vânturilor dinspre sud-vest, iar Dublinul este polul secetei. Mai multe zile însorite sunt în sud-estul țării. Nordul și vestul extrem sunt două dintre cele mai vântoase regiuni ale Europei, cu mare potențial pentru producția de energie eoliană.

## Politică
Irlanda este o republică parlamentară. Oireachtas este legislativul național bicameral, compus din cele două camere: Senatul (în irlandeză Seanad Éireann) și Dáil Éireann. Reședința oficială a președintelui Irlandei este Áras an Uachtaráin⁠(en)[traduceți], iar camerele parlamentului se întrunesc la Leinster House din Dublin.
Președintele este șeful statului și este ales pentru un mandat de șapte ani, numărul maxim de mandate fiind de două. Președintele are rol decorativ, având însă și câteva puteri constituționale în cadrul Consiliului de Stat⁠(en)[traduceți]. Funcția sa are discreție absolută în unele zone, cum ar fi contestarea constituționalității unor propuneri de legi la Curta Supremă. Michael D. Higgins este al nouălea președinte al Irlandei începând cu 11 noiembrie 2011.
Funcția de șef al guvernului se numește Taoiseach. Acesta este numit în funcție de președinte după nominalizarea sa de către Dáil. Taoisigh sunt de obicei liderul partidului cu cele mai multe locuri în legislativ obținute prin alegerile naționale. A devenit frecventă practica formării de guverne de coaliție, întrucât din 1989 niciun singur partid nu a mai obținut o majoritate. Enda Kenny⁠(en)[traduceți] a preluat funcția de Taoiseach la 9 martie 2011.
Senatul are șaizeci de membri, dintre care unsprezece sunt numiți de Taoiseach, șase sunt aleși de două universități și 43 sunt aleși de reprezentanți ai publicului din liste de candidați alcătuite pe criterii vocaționale. Dáil are 158 de membri aleși pe liste electorale pe circumscripții printr-un sistem de reprezentare proporțională și prin vot unic transferabil⁠(en)[traduceți].
Guvernul are numărul de membri limitat prin Constituție la cincisprezece. Cel mult doi membri au voie să fie senatori, iar Taoiseach, Tánaiste⁠(ga)[traduceți] (vice-prim ministrul) și ministrul de finanțe⁠(en)[traduceți] trebuie să fie neapărat aleși în Dáil. Dáil trebuie dizolvată în termen de cinci ani de la prima sa întrunire, și alegerile generale pentru Dáil trebuie să aibă loc cel târziu la treizeci de zile după dizolvare. Conform Constituției Irlandei⁠(en)[traduceți], alegerile legislative trebuie să se țină la cel mult șapte ani, deși legea statutară poate stabili o limită mai strictă. Guvernul actual este unul minoritar format de Fine Gael, cu Leo Varadkar ca Taoiseach, Alte partide care fac parte în prezent din legislativ sunt Fianna Fáil, Sinn Féin, Partidul Laburist⁠(en)[traduceți], Solidaritate–Oamenii înaintea Profitului⁠(en)[traduceți], Independents 4 Change⁠(en)[traduceți], Social Democrații⁠(en)[traduceți], Partidul Verde⁠(en)[traduceți] și Renua Irlanda⁠(en)[traduceți].

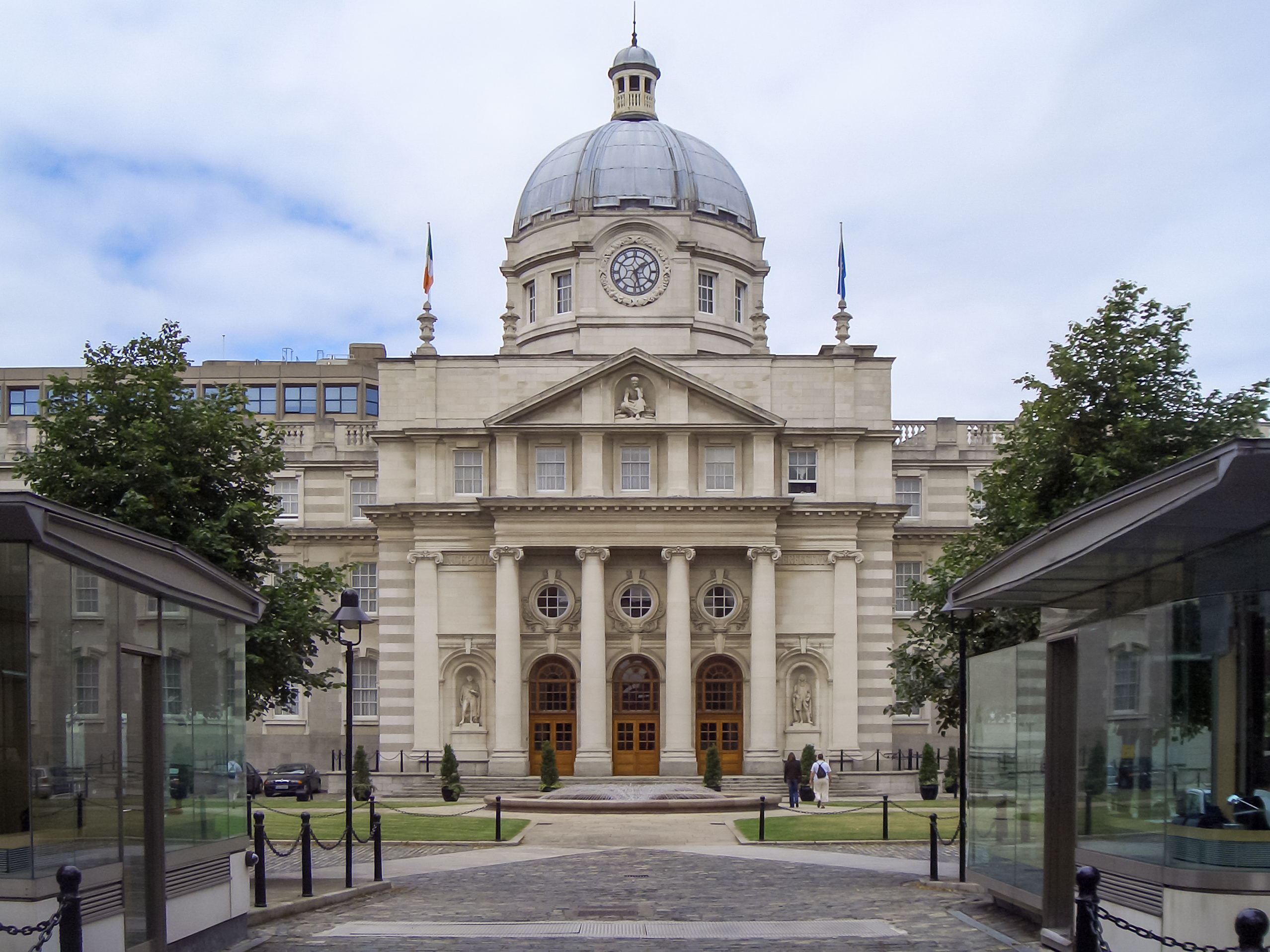
Guvernul

Irlanda este stat membru al Uniunii Europene din 1973, dar a ales să rămână în afara Spațiului Schengen. Frontiera cu Regatul Unit poate fi traversată liber fără pașaport datorită Common Travel Area⁠(en)[traduceți], o zonă cu statut similar spațiului Schengen, formată din insulele Irlanda, Marea Britanie, Insula Man și Insulele Canalului. Se practică însă legitimarea călătorilor în porturi și aeroporturi.

### Administrația locală
Documentul fondator al actualului sistem de administrație publică locală este Legea Guvernării Locale din 1898⁠(en)[traduceți], ea fiind recunoscută oficial prin al douăzecilea amendament la Constituția Irlandei⁠(en)[traduceți] adoptat în 1999. Cele douăzeci și șase de comitate istorice nu se suprapun perfect peste diviziunile administrative locale, deși sunt utilizate de populația locală drept cadru de referință. Legea de Reformare a Guvernării Locale din 2014⁠(en)[traduceți] împarte țara în treizeci și una de unități administrative, dintre care douăzeci și șase sunt comitate, două sunt orașe-comitate și trei orașe. Acestea (cu excepția Regiunii Dublin și a celor trei orașe-comitat) sunt împărțite în districte municipale, ceea ce a înlocuit vechiul sistem de consilii locale.
|  | 1. Fingal 2. orașul Dublin 3. Dún Laoghaire–Rathdown 4. South Dublin 5. Wicklow 6. Wexford 7. Carlow 8. Kildare 9. Meath 10. Louth 11. Monaghan 12. Cavan 13. Longford 14. Westmeath 15. Offaly 16. Laois | 1. Kilkenny 2. Waterford 3. orașul Cork 4. Cork 5. Kerry 6. Limerick 7. Tipperary 8. Clare 9. Galway 10. orașul Galway 11. Mayo 12. Roscommon 13. Sligo 14. Leitrim 15. Donegal |

Autoritățile locale sunt însărcinate cu chestiuni cum ar fi planificarea teritoriului, administrarea drumurilor locale, rețelele de canalizare și bibliotecile publice. Circumscripțiile electorale pentru Dáil sunt obligate să urmeze pe cât posibil limitele de comitat. Comitatele cu populații mai mari au mai multe circumscripții, altele cuprind mai multe comitate, dar în general nu întretaie limitele comitatelor. Comitatele sunt grupate în opt regiuni⁠(en)[traduceți], fiecare având o Autoritate Regională formată din membri delegați de diferitele comitate și orașe din regiune. Regiunile nu au niciun rol administrativ, ele fiind utile pentru coordonarea politicilor locale și în scopuri statistice.

### Justiția

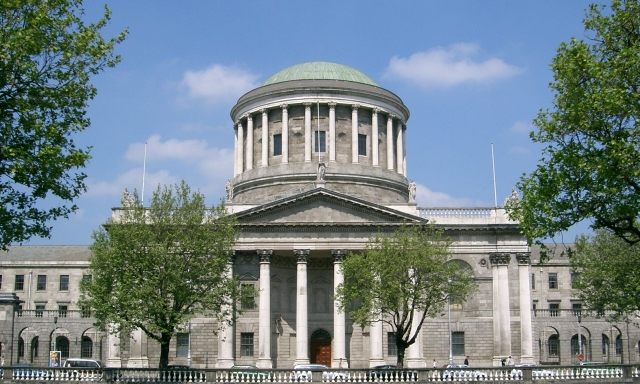
en, clădire terminată în 1802, este sediul en, al en și al en.

Irlanda are un sistem de justiție bazat pe dreptul comun, cu o constituție scrisă care face țara să funcționeze ca o democrație parlamentară. Sistemul judiciar este format din Curtea Supremă⁠(en)[traduceți], Curtea Penală de Apel⁠(en)[traduceți], Înalta Curte⁠(en)[traduceți], Tribunalele de Circuit⁠(en)[traduceți] și Tribunalele Districtuale⁠(en)[traduceți]. Procesele în care sunt judecate acuzații grave trebuie ținute în fața unui juriu. Înalta Curte și Curtea Supremă au autoritate de control judiciar și pot determina compatibilitatea legilor și activității altor instituții ale statului cu Constituția și cu celelalte legi. Cu excepția unor cazuri excepționale, lucrările instanțelor trebuie să fie publice. Curtea Penală de Justiție⁠(en)[traduceți] este clădirea în care își au sediul cele mai importante instanțe penale. Ea cuprinde Tribunalul Districtual Metropolitan Dublin, Curtea Penală de Apel, Curtea Penală de Circuit Dublin și Curtea Penală Centrală.
Garda Síochána na hÉireann⁠(en)[traduceți], denumită colocvial Gardaí, este forța civilă de poliție a țării. Ea este condusă de Comisarul pentru Garda, numit de guvern. Majoritatea polițiștilor în uniformă nu poartă arme de foc, ei fiind de regulă echipați doar cu bastoane de cauciuc și spray paralizant.

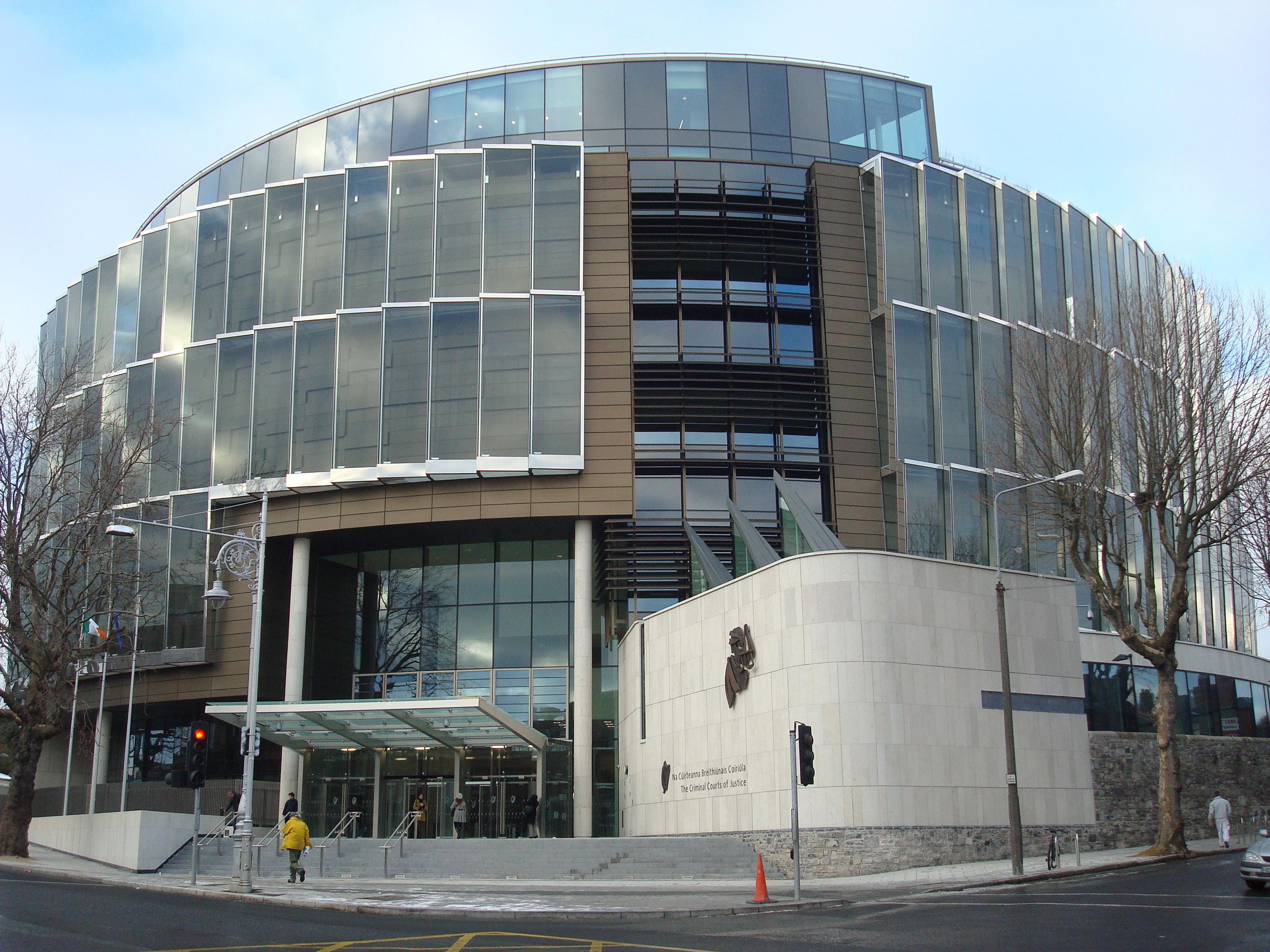
en.

Poliția Militară este corpul Armatei Irlandeze⁠(en)[traduceți] care anchetează personalul militar și asistă la aplicarea regulamentelor militare în timpul exercițiului și desfășurării trupelor. Pe timp de război, ea funcționează și pentru controlul traficului pentru a permite desfășurarea rapidă a forțelor, dar și controlul refugiaților și prizonierilor de război.
Legile cetățeniei Irlandei se referă la „insula Irlanda”, cuprinzând și insulele mai mici din mările din jur, ceea ce o face aplicabilă și în Irlanda de Nord, parte a Regatului Unit. Astfel, persoanele născute în Irlanda de Nord din părinți cetățeni britanici sau irlandezi, sau care au drept de rezidență pe insula Irlanda, pot cere cetățenie irlandeză și pașaport irlandez.

### Relațiile externe
Relațiile externe sunt substanțial influențate de statutul de membru al Uniunii Europene, deși sunt importante și relațiile bilaterale cu Statele Unite și cu Regatul Unit. Irlanda a deținut președinția Consiliului Uniunii Europene de șase ori, cel mai recent în perioada ianuarie–iunie 2013.

Irlanda are o tendință independentă în politica externă, ea nefiind membră NATO, și duce o veche politică de neutralitate. Această politică a ajutat Forțele Irlandeze de Apărare⁠(en)[traduceți] să aibă succes în contribuțiile aduse la misiunile de menținere a păcii desfășurate sub egida ONU începând cu 1960, în Criza din Congo și apoi în Cipru, Liban și în Bosnia și Herțegovina.
În ciuda neutralității din al Doilea Război Mondial, Irlanda a avut peste 50.000 de participanți la război, înrolați ca voluntari în armata britanică. În timpul Războiului Rece, politica militară a Irlandei, deși neutră la nivel declarativ, a fost apropiată de NATO. În timpul Crizei Rachetelor Cubaneze, Seán Lemass⁠(en)[traduceți] a autorizat căutarea de aeronave cubaneze și cehoslovace prin Shannon și a transmis informațiile obținute către CIA. Infrastructura aeriană a Irlandei este utilizată de armata americană pentru aducerea de personal militar în Irak prin Aeroportul Shannon. Acesta a fost utilizat și în timpul invaziei Afganistanului din 2001, precum și în Primul Război din Golf.
Din 1999, Irlanda este membră a programului NATO Parteneriatul pentru Pace, care are ca scop dezvoltarea încrederii între NATO și statele Europei și fostei Uniuni Sovietice.

### Armata

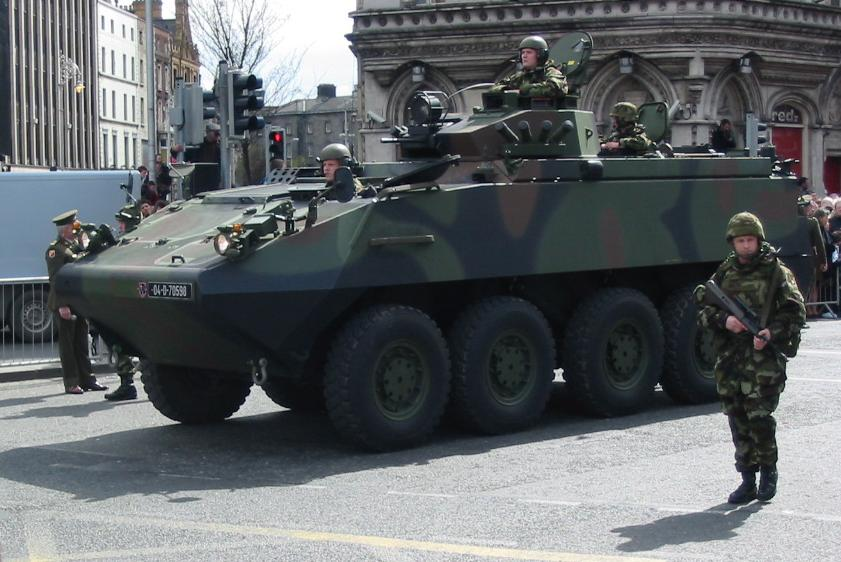
Vehicul blindat Mowag Piranha aparținând Armatei Irlandeze la parada militară de Paști din 2006 de la Dublin

Forțele de Apărare sunt compuse din Armată⁠(en)[traduceți], Serviciul Naval⁠(en)[traduceți], Corpul Aerian⁠(en)[traduceți] și Forța de Apărare de Rezervă⁠(en)[traduceți]. Este mică, dar bine echipată, cu circa 10.000 de militari profesioniști angajați permanent. Irlanda este o țară neutră, și are regulamente cu triplă activare privind participarea armatei în zone de conflict, prin care trebuie să existe aprobare de la ONU, de la Dáil și de la Guvern. Desfășurările cotidiene ale Forțelor de Apărare acoperă operațiuni de susținere a guvernului civil, protecția și patrularea apelor teritoriale irlandeze și a zonei economice exclusive de către Serviciul Naval, precum și misiuni de menținere a păcii sub egida ONU, UE și PpP. Până în 1996, peste 40.000 de militari irlandezi au activat în misiuni internaționale de menținere a păcii sub egida ONU.
Corpul Aerian este componenta aeriană a Forțelor de Apărare și funcționează cu șaisprezece aparate de zbor cu aripi fixe și opt elicoptere. Serviciul Naval este marina irlandeză și are opt vase de patrulare și câteva bărci gonflabile și vase de antrenament, având echipaje de abordaj foarte bine pregătite, capabile de a prelua controlul unui vas, precum și o unitate specială de scafandri. Deși Serviciul Naval nu are vase grele de luptă, toate vasele irlandeze au putere de foc destul de mare. Armata cuprinde și Forțele de Apărare de Rezervă (cu două componente, pentru armată și serviciul naval) pentru rezerviști. Forțele speciale ale Irlandei sunt unitățile de elită ale Army Ranger Wing⁠(en)[traduceți], care antrenează și operează cu unități internaționale speciale. Președintele este comandant suprem al Forțelor de Apărare, dar în practică el răspunde în fața Guvernului prin intermediul Ministrului Apărării⁠(en)[traduceți].

## Economie

Irlanda face parte din piața unică a UE și din zona Euro (albastru închis).

### Dezvoltare
Economia irlandeză s-a transformat din anii 1980 dintr-una predominant agrară într-o economie modernă a cunoașterii⁠(en)[traduceți] concentrată pe industrii și servicii de înaltă tehnologie. Irlanda a adoptat moneda euro în 2002 împreună cu unsprezece alte state membre ale Uniunii Europene. Țara se bazează foarte mult pe investițiile străine directe⁠(en)[traduceți] și a atras mai multe corporații multinaționale datorită forței de muncă bine educate și datorită impozitului pe profit redus.
Companii cum ar fi Intel au investit în Irlanda la sfârșitul anilor 1980, urmate fiind de Microsoft și Google. Irlanda se clasează pe locul al optulea în clasamentul celor mai libere economii din lume, conform Indicelui Libertății Economice⁠(en)[traduceți] pe 2016. În termeni de PIB pe cap de locuitor, Irlanda este una dintre cele mai bogate țări din OECD și din UE. Țara se clasează însă sub media OECD în termenii PNB pe cap de locuitor. PIBul este semnificativ mai mare decât PNB-ul datorită numărului mare de corporații multinaționale cu sediul în Irlanda.
Începând cu primii ani din ultimul deceniu al secolului al XX-lea, țara a trecut printr-o creștere economică fără precedent alimentată de o creștere a consumului, construcțiilor și investițiilor, perioadă în care economia irlandeză a căpătat supranumele de Tigrul Celtic. Ritmul de creștere a încetinit în 2007, după care s-a spart bula imobiliară⁠(en)[traduceți] acumulată în timp s-a spart. Prăbușirea prețurilor proprietăților imobiliare a accentuat supraexpunerea economiei în domeniul construcțiilor și a contribuit la o criză bancară⁠(en)[traduceți]. Irlanda a intrat oficial în recesiune în 2008 după mai multe luni consecutive de contracție economică. Produsul Național Brut s-a contractat cu 11.3% numai în 2009, cea mai mare scădere anuală a PNB din 1950.
Ieșirea din recesiune a avut loc în 2010, susținută de o creștere puternică a exporturilor. Din cauza unei creșteri mari a costurilor creditelor și recapitalizărilor băncilor, Irlanda a acceptat însă un program de asistență în valoare de 85 de miliarde de euro din partea UE, FMI și credite bilaterale de la Regatul Unit, Suedia și Danemarca. După trei ani de contracție economică, economia a crescut în 2011 cu 0,7% și în 2012 cu 0,9%. Rata șomajului se ridica la 14,7% în 2012, iar între imigranții recenți, la 18,5%. În martie 2016, rata șomajului a fost raportată de Biroul Central de Statistică⁠(en)[traduceți] ca fiind 8,6%, în scădere de la un maxim de 15,1% atins în februarie 2012.
În 2013, Irlanda a fost numită de Forbes „cea mai bună țară pentru făcut afaceri”. Irlanda a ieșit din programul de asistență UE-FMI la 15 decembrie 2013. Implementând reduceri de costuri și reforme bugetare, și vânzând anumite bunuri, Irlanda a reușit să acceseze din nou piețele de creditare. De atunci, Irlanda a reușit să achiziționeze obligațiuni pe termen lung cu rate-record.

### Comerț și energie

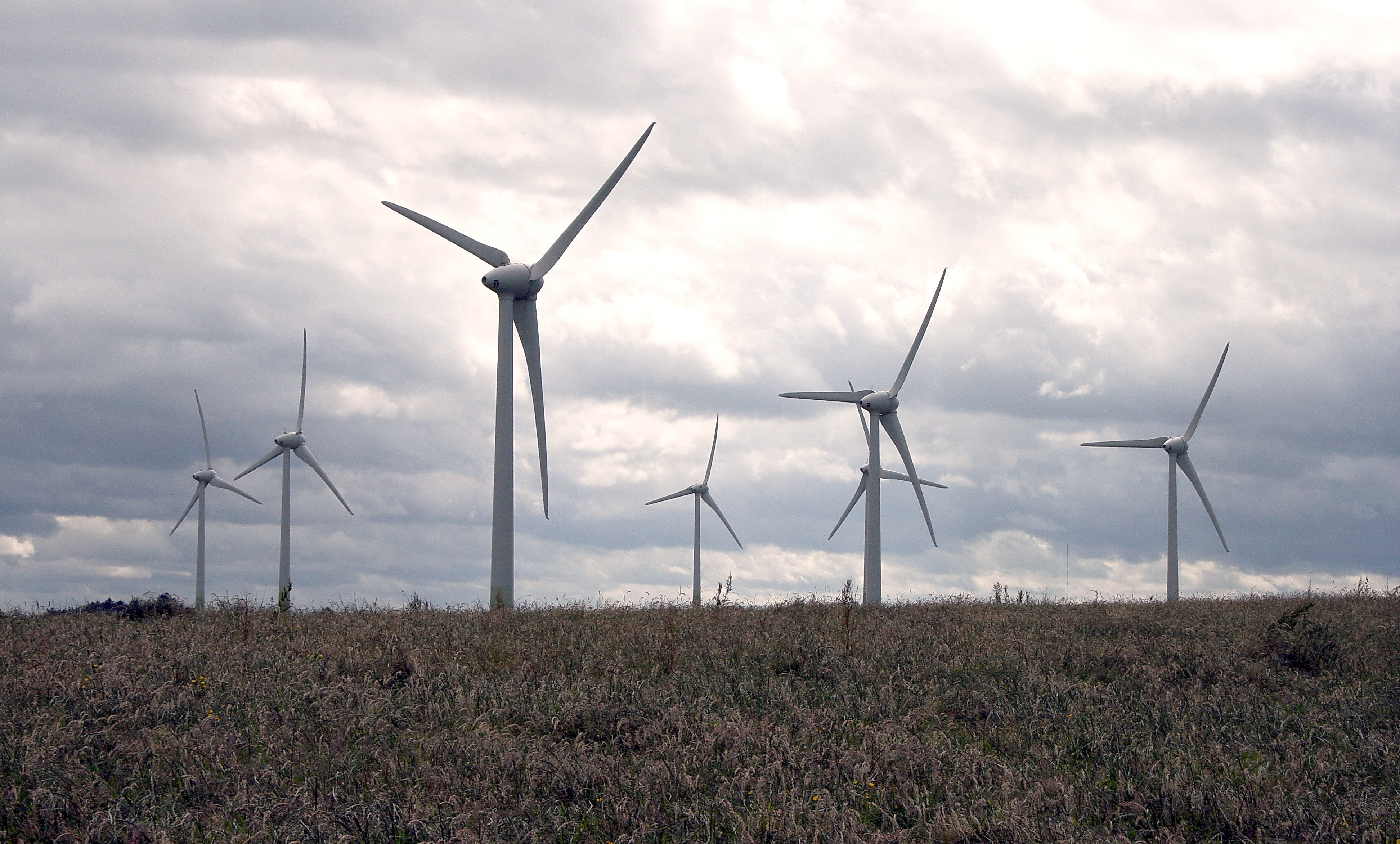
Fermă eoliană în comitatul Wexford

Deși corporațiile multinaționale domină sectorul exporturilor din Irlanda, la venitul național mai contribuie semnificativ și exporturile din alte surse. Activitățile multinaționalelor cu sediul în Irlanda au făcut din ea unul dintre cei mai mari exportatori de agenți farmaceutici, aparatură medicală și servicii software din lume. Exporturile Irlandei provin și de la activitățile unor mari companii irlandeze (cum ar fi Ryanair, Kerry Group⁠(en)[traduceți] și Smurfit Kappa Group⁠(en)[traduceți]) și exporturile de resurse minerale: Irlanda este al șaptelea cel mai mare producător de concentrați de zinc și al doisprezecelea cel mai mare producător de concentrați de plumb. Țara are și zăcăminte importante de gips, calcar, și cantități mai mici de cupru, argint, aur, baritină și dolomit. Turismul contribuie cu circa 4% din PNB și este o sursă importantă de locuri de muncă, cu peste 200.000 de angajați.
Alte bunuri exportate sunt produsele agroalimentare, vitele, carnea de vită, produsele lactate, plumb și aluminiul. Importurile cele mai mari din Irlanda sunt echipamentele de prelucrare a datelor, substanțele chimice, petrolul și produsele petroliere, textilele și îmbrăcămintea. Serviciile financiare furnizate de corporațiile multinaționale cu sediul la Irish Financial Services Centre⁠(en)[traduceți] contribuie și ele la exporturile Irlandei. Balanța comercială între exporturi (89,4 miliarde euro) și importuri (45,5 miliarde euro) avea ca rezultat un surplus anual de 43,9 miliarde de euro în 2010, cel mai mare excedent comercial relativ la PIB din toate țările membre UE.
UE este de departe cel mai mare partener comercial al țării, către care se fac 57,9% din exporturi și din care provin 60,7% din importuri. Regatul Unit este cel mai important partener comercial din UE, primind 15,4% din exporturi și dând 32,1% din importuri. În afara UE, Statele Unite contribuie cu 23,2% din exporturi și cu 14,1% din importuri în 2010.

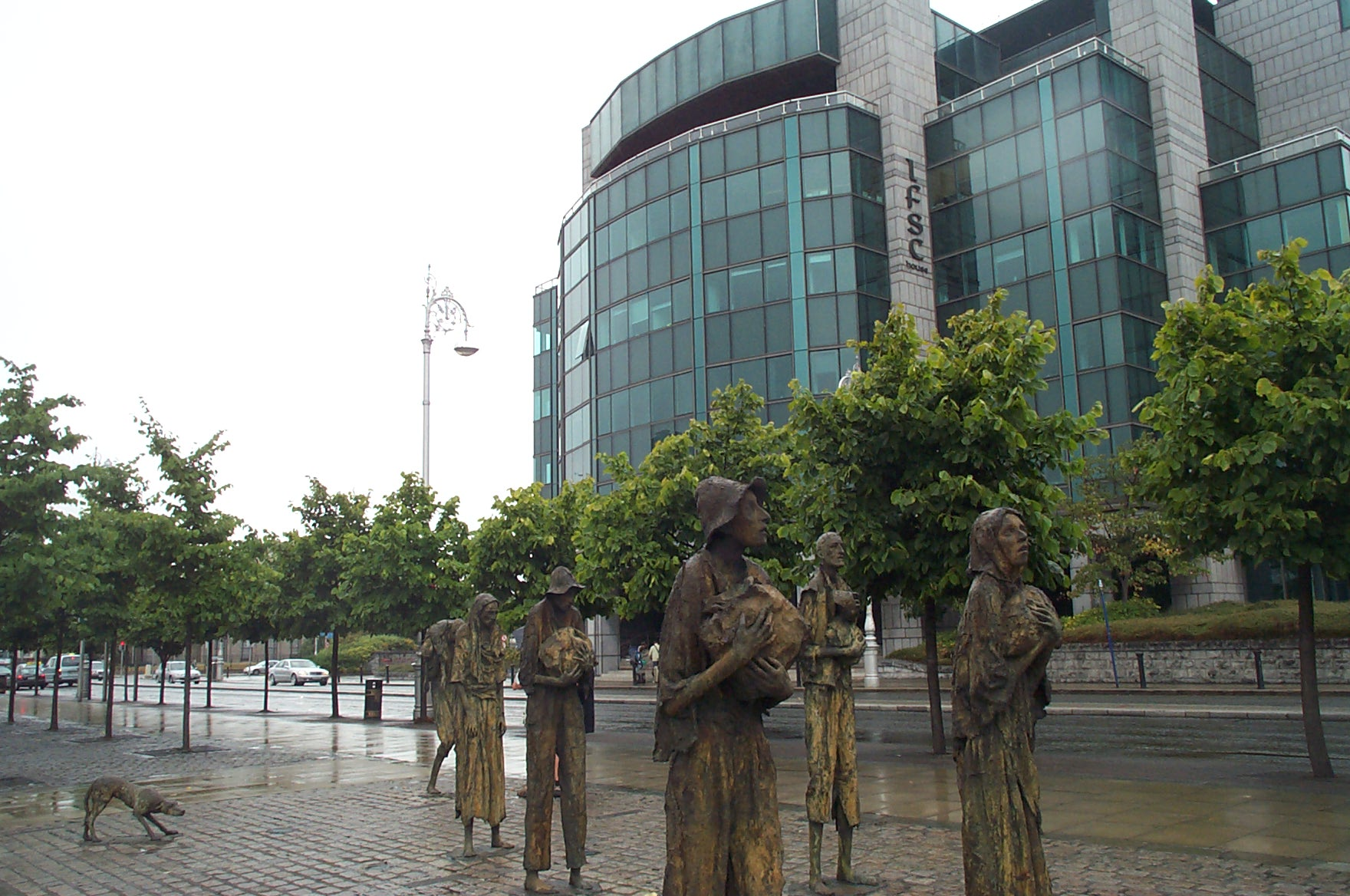
en din Dublin, cu memorialul Foametei

ESB⁠(en)[traduceți], Ervia⁠(en)[traduceți] și Airtricity⁠(en)[traduceți] sunt cei trei principali furnizori de electricitate și de gaze din Irlanda. Există 19,82 miliarde de metri cubi de zăcăminte confirmate de gaz. Extracția gazelor naturale se făcea în trecut în Kinsale Head⁠(en)[traduceți] până la epuizarea zăcământului. Câmpul gazifer Corrib⁠(en)[traduceți] trebuia să intre în funcțiune în 2013-2014. În 2012, câmpul de la Barryroe⁠(en)[traduceți] a fost confirmat cu o rezervă de până la 1,6 miliarde de barili, cu circa 160 până la 600 milioane recuperabili. Acesta ar putea furniza Irlandei întregul necesar de energie timp de până la 13 ani, după începerea extracției în 2015-2016. Există eforturi importante de a crește utilizarea energiei sustenabile și regenerabile, îndeosebi cu energie eoliană, cu numeroase ferme eoliene în construcție, unele în scop de export. Autoritatea pentru Energie Sustenabilă din Irlanda (SEAI) a estimat că 6,5 % din necesarul de energie al țării pe 2011 este produs din surse regenerabile. SEAI a raportat și o creștere a eficienței energetice în Irlanda cu o reducere cu 28% a emisiilor de carbon pe gospodărie față de anul maxim (2005) până în 2013.

### Transporturi

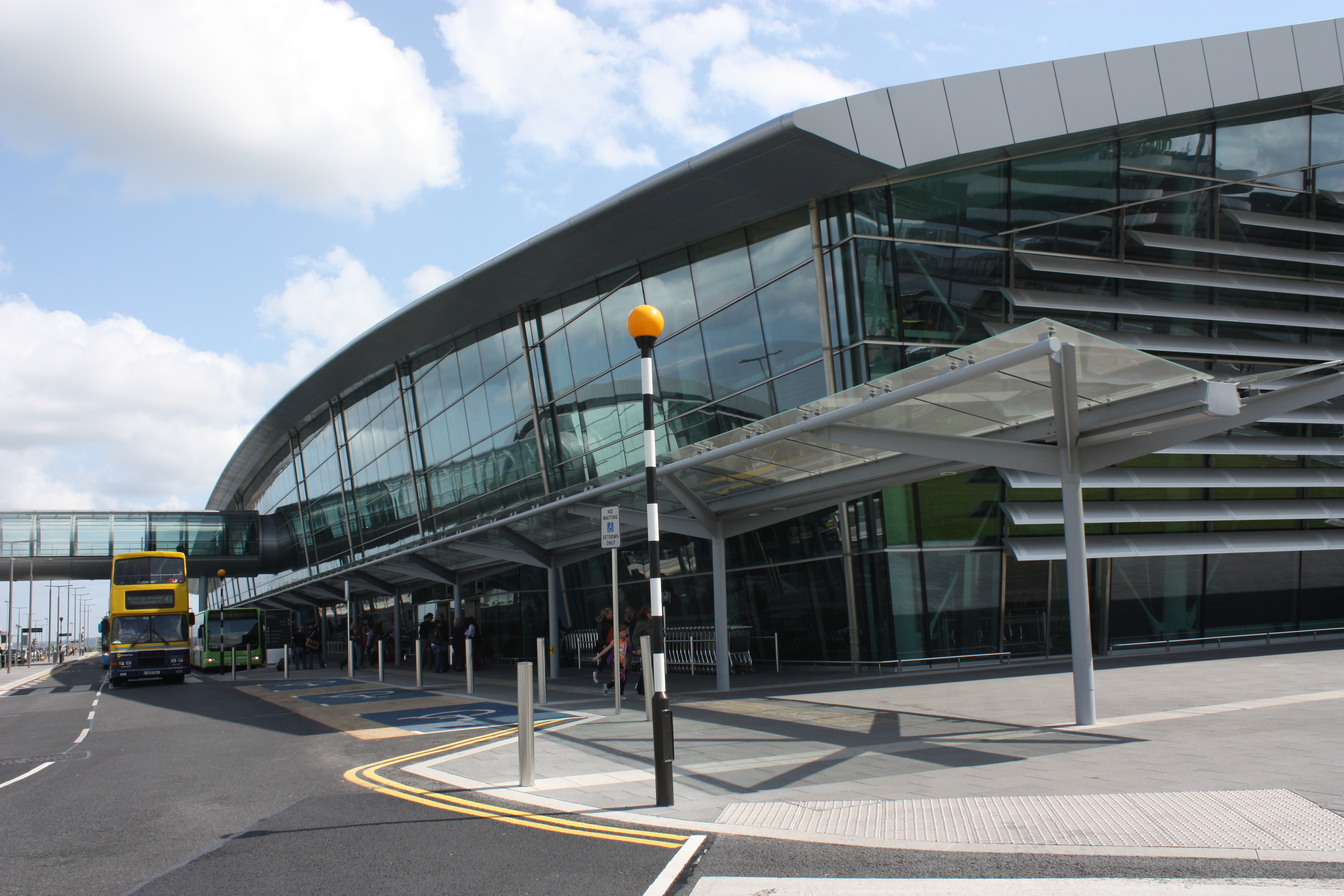
Terminalul 2 de la Aeroportul Dublin

Principalele trei aeroporturi internaționale ale țării sunt Dublin, Shannon și Cork, ce deservesc numeroase rute europene și intercontinentale cu zboruri programate sau charter. Ruta Londra–Dublin este a doua cea mai circulată rută aeriană internațională din Europa, cu 4,5 milioane de călători în 2015, fiind prima în 2006. Aer Lingus este compania națională a Irlandei, deși cea mai mare companie din țară este Ryanair. Ryanair este cea mai mare companie aeriană low-cost din Europa, a doua cea mai mare după numărul de pasageri și cea mai mare din lume după numărul de pasageri la zboruri internaționale.

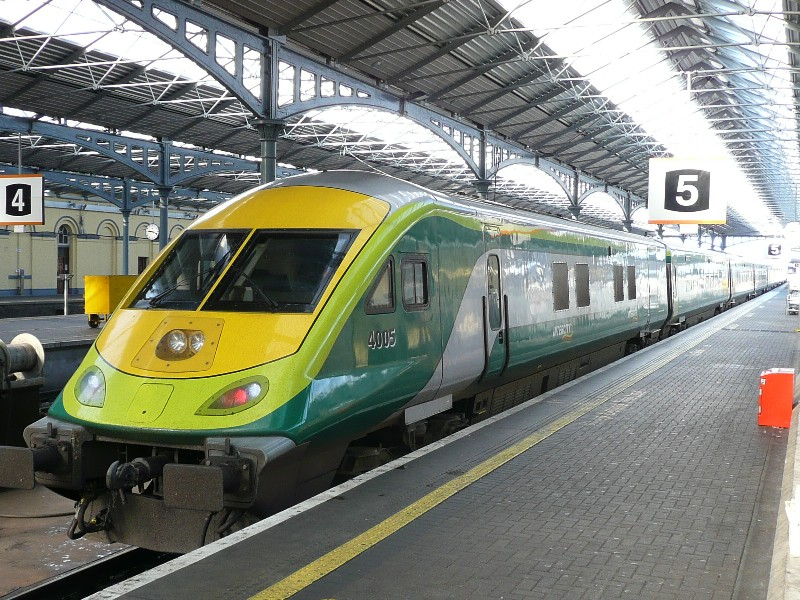
Tren en în en

Serviciile feroviare sunt furnizate de către Iarnród Éireann, care operează trenui intercity, locale și de marfă în țară. Dublin este centrul rețelei feroviare, cu două gări principale, Heuston⁠(en)[traduceți] și Connolly, cu legături spre marile orașe din țară. Serviciul Enterprise⁠(en)[traduceți], derulat în parteneriat cu Căile Ferate Nord-Irlandeze, leagă Dublinul de Belfast. Dublin are o rețea de transport public ce cuprinde DART, Luas, Dublin Bus⁠(en)[traduceți] și dublinbikes⁠(en)[traduceți].
Autostrăzile, drumurile naționale primare⁠(en)[traduceți] și drumurile naționale secundare⁠(en)[traduceți] sunt gestionate de către National Roads Authority⁠(en)[traduceți], în timp ce drumurile regionale și locale sunt administrate de autoritățile publice din jurisdicția respectivă. Rețeaua de drumuri este concentrată în principal pe Capitală, dar autostrăzile au fost extinse până la marile orașe, ca parte din programul de investiții Transport 21⁠(en)[traduceți], care a dus la terminarea autostrăzilor ce leagă Dublinul de mai multe mari orașe irlandeze, între care Cork, Limerick, Waterford și Galway.
În Dublin s-au concentrat și alte mari proiecte de infrastructură, cum ar fi podurile cu taxă East Link⁠(en)[traduceți] și West-Link⁠(en)[traduceți], precum și Dublin Port Tunnel⁠(en)[traduceți]. Tunelul Jack Lynch⁠(en)[traduceți], pe sub Râul Lee⁠(en)[traduceți] din Cork, și tunelul Limerick⁠(en)[traduceți], pe sub râul Shannon, sunt principalele două mari proiecte în afara Dublinului. Sunt în curs de execuție mai multe șosele de centură în alte zone urbane.

## Demografie

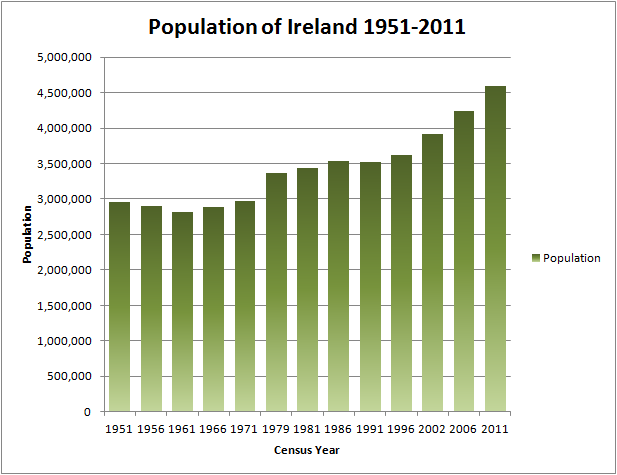
Evoluția populației Irlandei din 1951

Cercetările genetice sugerează că primii coloniști au imigrat din Peninsula Iberică după cea mai recentă eră glaciară. După mesolitic, neolitic și Epoca Bronzului, aceștia au introdus o cultură și o limbă celtică. Moștenirea generică a imigranților din cele două epoci din urmă încă mai stă la baza genomului majorității irlandezilor. Tradiția gaelică s-a extins și a devenit în timp dominantă. Irlandezii au o combinație de origini gaelică, nordică, anglo-normandă, engleză, scoțiană, franceză și galeză.
Populația Irlandei se ridica în 2011 la 4.588.252 de locuitori, în creștere cu 8,2% față de 2006. În 2011, Irlanda avea cea mai mare rată a natalității din Uniunea Europeană (16 nașteri la mia de locuitori). În 2012, 35,1% din nașteri erau de la femei necăsătorite. Ratele anuale de creștere demografică au depășit 2% în perioada dintre recensăminte 2002–2006, fapt atribuit atât sporului natural mare, cât și imigrației. Această rată a mai scăzut în perioada dintre recensămintele următoare, 2006–2011, cu o modificare procentuală medie anuală de 1,6%.
La momentul recensământului din 2011, numărul locuitorilor neirlandezi a fost înregistrat la 544.357, cuprinzând 12% din populația totală. Aceasta înseamnă aproape de 2,5 ori mai mult ca numărul de locuitori neirlandezi înregistrat la recensământul din 2002 (224.261), când s-a pus pentru prima oară întrebarea referitoare la naționalitate. Cele mai mari cinci comunități minoritare sunt polonezii (122.585), britanicii (112.259), lituanienii (36.683), letonii (20.593) și nigerienii (17.642).
| Cele mai mari orașe din Irlanda Sursa? | Cele mai mari orașe din Irlanda Sursa? | Cele mai mari orașe din Irlanda Sursa? | Cele mai mari orașe din Irlanda Sursa? | Cele mai mari orașe din Irlanda Sursa? | Cele mai mari orașe din Irlanda Sursa? | Cele mai mari orașe din Irlanda Sursa? | Cele mai mari orașe din Irlanda Sursa? | Cele mai mari orașe din Irlanda Sursa? | Cele mai mari orașe din Irlanda Sursa? |
|                                        | Loc                                    | Numele orașului                        | Comitat                                | Pop.                                   | Loc                                    | Numele orașului                        | Comitat                                | Pop.                                   |                                        |
| -------------------------------------- | -------------------------------------- | -------------------------------------- | -------------------------------------- | -------------------------------------- | -------------------------------------- | -------------------------------------- | -------------------------------------- | -------------------------------------- | -------------------------------------- |
| Dublin Cork                            | 1                                      | Dublin                                 | —                                      | 1.110.627                              | 11                                     | Ennis                                  | Clare                                  | 25.360                                 | Limerick Galway                        |
| Dublin Cork                            | 2                                      | Cork                                   | —                                      | 192.582                                | 12                                     | Kilkenny                               | Kilkenny                               | 24.423                                 | Limerick Galway                        |
| Dublin Cork                            | 3                                      | Limerick                               | Limerick                               | 91.454                                 | 13                                     | Tralee                                 | Kerry                                  | 23.693                                 | Limerick Galway                        |
| Dublin Cork                            | 4                                      | Galway                                 | —                                      | 76.778                                 | 14                                     | Carlow                                 | Carlow                                 | 23.030                                 | Limerick Galway                        |
| Dublin Cork                            | 5                                      | Waterford                              | Waterford                              | 51.519                                 | 15                                     | Newbridge                              | Kildare                                | 21.561                                 | Limerick Galway                        |
| Dublin Cork                            | 6                                      | Drogheda                               | Louth                                  | 38.578                                 | 16                                     | Naas                                   | Kildare                                | 20.713                                 | Limerick Galway                        |
| Dublin Cork                            | 7                                      | Dundalk                                | Louth                                  | 37.816                                 | 17                                     | Athlone                                | Westmeath                              | 20.153                                 | Limerick Galway                        |
| Dublin Cork                            | 8                                      | Swords                                 | Fingal                                 | 36.924                                 | 18                                     | Portlaoise                             | Laoise                                 | 20.145                                 | Limerick Galway                        |
| Dublin Cork                            | 9                                      | Bray                                   | Wicklow                                | 31.872                                 | 19                                     | Mullingar                              | Westmeath                              | 20.103                                 | Limerick Galway                        |
| Dublin Cork                            | 10                                     | Navan                                  | Meath                                  | 28.559                                 | 20                                     | Wexford                                | Wexford                                | 20.072                                 | Limerick Galway                        |

### Limbi

Procentajele persoanelor care au declarat că vorbesc irlandeza zilnic în afara sistemului de educație la recensământul din 2011.

Irlandeza este „limba națională” conform constituției, dar limba dominantă este engleza. La recensământul din 2006, 39% din locuitori se considerau competenți la limba irlandeză. Irlandeza se vorbește ca limbă comunitară doar în câteva zone rurale aflate mai ales în vestul țării, denumite împreună Gaeltacht. Cu excepția regiunilor din Gaeltacht, semnele de circulație sunt de regulă bilingve. Majoritatea anunțurilor publice și mass-media sunt însă doar în engleză. Publicațiile guvernamentale sunt disponibile în ambele limbi, iar cetățenii au dreptul de a se adresa statului și în irlandeză. Există mass-media în irlandeză în domeniul televiziunii (TG4), radioului (de exemplu, RTÉ Raidió na Gaeltachta⁠(en)[traduceți]) și al presei scrise (de exemplu, Foinse⁠(en)[traduceți]). În Forțele de Apărare ale Irlandei, toate comenzile de marș și mânuirea armei se dau în irlandeză.
Ca urmare a imigrației, polona este cea mai vorbită limbă în Irlanda după engleză și irlandeză. Se mai vorbesc și alte limbi central-europene (anume ceha, maghiara și slovaca), precum și limbi baltice (lituaniana și letona). Alte limbi vorbite în Irlanda sunt Shelta⁠(en)[traduceți], combinație de engleză cu irlandeză vorbită de populațiile nomade denumite Irish Travellers⁠(en)[traduceți], și un dialect de scots vorbit de unii dintre urmașii coloniștilor scoțieni din Donegal. Majoritatea elevilor de gimnaziu aleg să învețe una sau două limbi străine. Limbile disponibile pentru Certificatul Junior și Certificatul de Ieșire sunt franceza, germana, italiana și spaniola; elevii care studiază pentru Certificatul de Ieșire pot studia și araba, japoneza, suedeza, finlandeza și rusa. Unele școli secundare mai oferă și cursuri de greaca veche, ebraică și latină. Studiul limbii irlandeze este obligatoriu pentru elevii de la Certificatul de Ieșire, dar unii pot fi exceptați în anumite cazuri, cum ar fi dificultăți de învățare sau intrarea în țară după vârsta de 11 ani.

### Sănătate

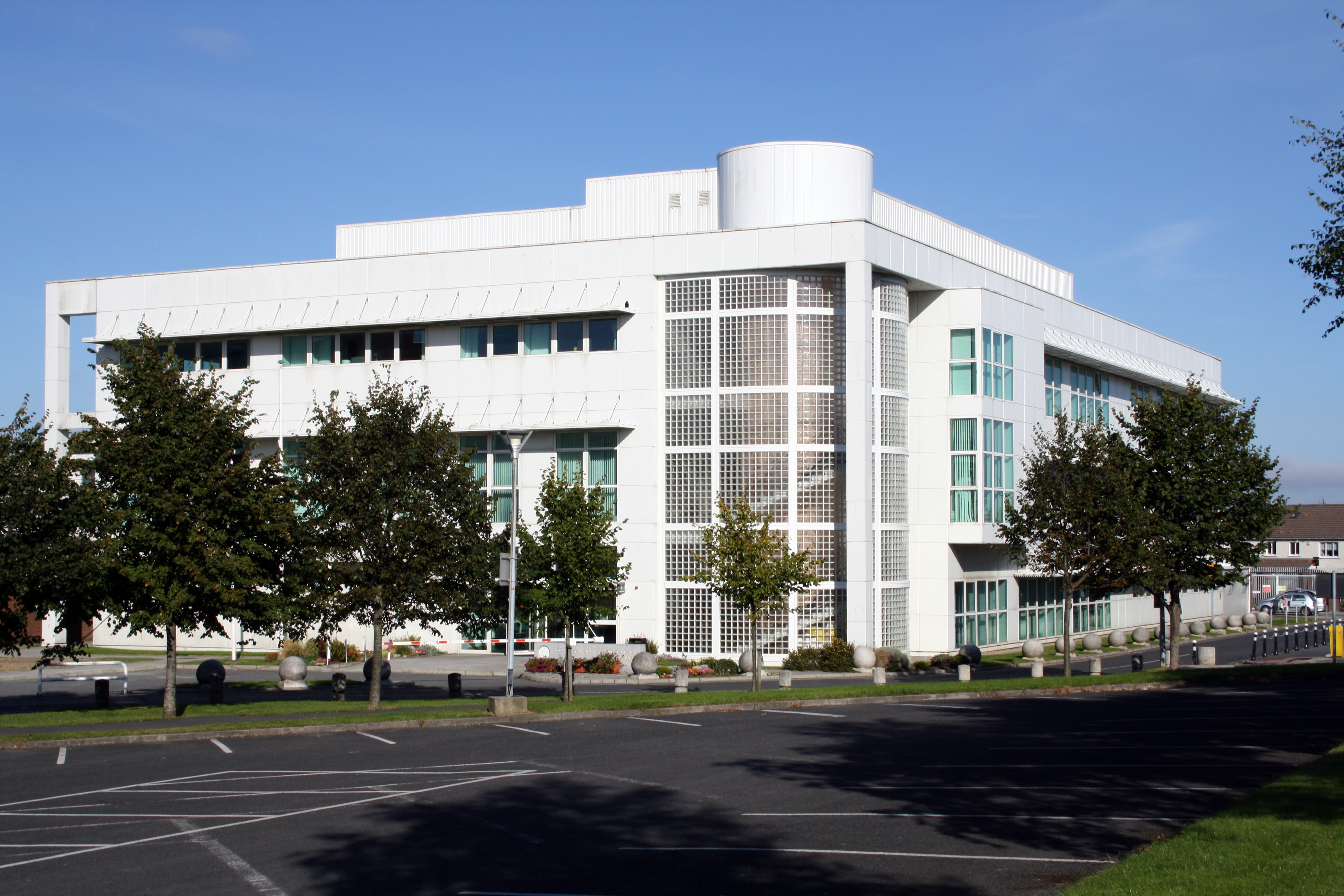
Centrul de Cercetări al en de la en din Dublin.

Deși sistemul sanitar irlandez este constant criticat de politicieni și de cetățeni, Irlanda are unul dintre cele mai dezvoltate sisteme sanitare din lume, iar profesioniștii care activează în cadrul lui sunt bine pregătiți. Îngrijirea sanitară în Irlanda este furnizată atât de un sistem public, cât și de sisteme private.
Ministrul Sănătății⁠(en)[traduceți] are responsabilitatea de a stabili politica de ansamblu a sistemului sanitar. Fiecare locuitor al Irlandei are dreptul la îngrijire sanitară prin sistemul public, administrat de un Health Service Executive⁠(en)[traduceți] și finanțat din impozite. O persoană poate fi obligată să plătească o taxă suplimentară pentru anumite tipuri de servicii sanitare; aceasta depinde de venitul persoanei, de vârstă, de afecțiunea pe care o tratează și de eventualele disabilități de care suferă. Toate serviciile de maternitate și îngrijire a copiilor de până la 6 luni sunt gratuite. Serviciile de urgență sunt furnizate pacienților care se prezintă la camera de gardă a unui spital, dar persoanele ce se prezintă la camera de gardă fără recomandarea generalistului pot fi taxate cu suma de 100 de euro. În unele circumstanțe, această taxă nu este impusă sau poate fi recuperată.
Persoanele care dețin un card european de asigurări de sănătate au dreptul la tratamente gratuite și internare în paturi publice în spitalele de stat sau de voluntariat. Tratamentele ambulatorii sunt furnizate tot gratuit. Majoritatea pacienților cu venit mediu sau peste mediu sunt însă obligați să achite anumite taxe. Sunt disponibile și asigurări private de sănătate.
Speranța medie de viață în Irlanda era în 2012 de 81 de ani (media OECD fiind în acel an de 80 de ani), cu 78,2 ani pentru bărbați și 83,6 ani pentru femei. Țara are cea mai mare rată a natalității din UE (16,8 nașteri la mia de locuitori, prin comparație cu media UE de 10,7) și o rată a mortalității infantile foarte scăzută (3,5 la mia de nașteri). Sistemul sanitar irlandez a fost clasat în 2014 pe locul al 23 din 34 de țări europene, conform European Health Consumer Index produs de Health Consumer Powerhouse⁠(en)[traduceți]. Același raport clasează rezultatele sistemului sanitar irlandez ca având pe locul nouă, dar la accesibilitate îl pune doar pe locul 35.

### Educație
Irlanda are trei niveluri de educație: primară, secundară și superioară. Sistemele de educație sunt în mare parte sub îndrumarea Guvernului prin intermediul Ministerului Educației și Aptitudinilor⁠(en)[traduceți]. Școlile primare și secundare recunoscute trebuie să adere la curriculumul stabilit de autorități. Educația este obligatorie între vârstele de șase și cincisprezece ani, iar copiii de până la optsprezece ani trebuie să termine primii trei ani de învățământ secundar, inclusiv să dea un examen pentru Certificat Junior⁠(en)[traduceți].
Certificatul de Ieșire⁠(en)[traduceți], primit după doi ani de studiu, este ultimul examen al ciclului secundar. Cei care doresc să urmeze învățământul superior dau de regulă acest examen, accesul la cursurile universitare fiind în general permis pe baza celor mai mari șase note primite la acest examen. Diplomele de educație superioară sunt conferite de cel puțin 38 de instituții de învățământ superior, inclusiv colegiile constituente sau colegiile legate ale șapte universități, plus alte instituții desemnate de Consiliul pentru Învățământ Superior și Diplome de Pregătire.

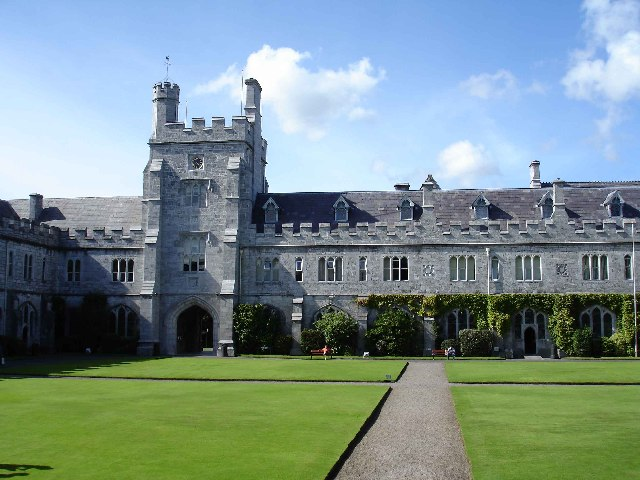
en a fost înființată în 1845 și este o universitate constituentă a en.

Programul pentru Evaluarea Internațională a Elevilor, coordonat de OCDE, clasează Irlanda pe locul al patrulea la citit, pe al nouălea la științe și pe al treisprezecelea la matematică între țările OCDE, pe anul 2012 În 2006, elevii irlandezi de 15 ani au fost clasați pe locul al doilea în UE la capitolul alfabetizare la citire/lectură. Irlanda are cel mai mare număr de universități în Top 500 pe cap de locuitor. Învățământul primar, secundar și superior sunt toate gratuite în Irlanda pentru toți cetățenii Uniunii Europene. Se plătesc însă serviciile pentru studenți și examinările cu certificare.

### Religie
| Religia în Irlanda | Religia în Irlanda | Religia în Irlanda | Religia în Irlanda | Religia în Irlanda |
| ------------------ | ------------------ | ------------------ | ------------------ | ------------------ |
| Religion           |                    |                    | Percent            |                    |
| romano-catolicism  | romano-catolicism  |                    | 84.2%              | 84.2%              |
| fără religie       | fără religie       |                    | 6.2%               | 6.2%               |
| protestantism      | protestantism      |                    | 4.6%               | 4.6%               |
| islam              | islam              |                    | 1.1%               | 1.1%               |
| Altele             | Altele             |                    | 2.8%               | 2.8%               |

Libertatea religioasă este un drept garantat prin Constituție. Religia predominantă este creștinismul, cel mai mare cult creștin fiind Biserica Romano-Catolică. În 2011, 84,2% din locuitori se identificau ca romano-catolici, 4,6% ca protestanți sau de altă confesiune creștină, 1,1% ca musulmani și 6,2% ca persoane fără religie – aceștia din urmă reprezentând astfel cel mai mare grup după romano-catolici. Conform unui studiu realizat de Universitatea Georgetown, Irlanda are una dintre cele mai mari rate de participare la liturghie din Occident.
În 2006 participarea la liturghie era de 13%, dar există și o reducere a participării săptămânale de la 81% în 1990 la 48% în 2006, declinul fiind însă în curs de stabilizare. În 2011, participarea săptămânală la liturghie era în Dublin de doar 18%, fiind și mai scăzută la generația tânără.

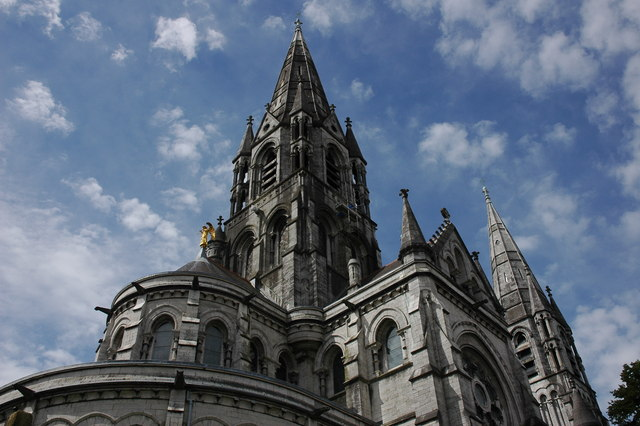
en, catedrala anglicană a Bisericii Irlandei din Cork.

Biserica Irlandei, de confesiune anglicană, este al doilea cult creștin. Și numărul membrilor acesteia au scăzut de-a lungul secolului al XX-lea, dar recent a început să crească, la fel ca și cel al altor culte creștine mici. Alte culte protestante importante sunt presbiterienii și metodiștii. Imigrația a contribuit și la o creștere a populației musulmane și hinduiste. Ca procentaje, creștinismul ortodox și islamul sunt cultele cu cea mai rapidă creștere, de 100%, respectiv 70%.
Sfinții protectori ai Irlandei sunt Sfântul Patrick, Sfânta Bridget⁠(en)[traduceți] și Sfântul Columba. Sfântul Patrick este singurul recunoscut pe scară largă ca sfânt protector al țării. Ziua Sfântului Patrick se sărbătorește la 17 martie în Irlanda și în străinătate ca zi națională a tuturor irlandezilor, cu parade și alte sărbători, fiind sărbătorit în mai multe țări decât orice altă festivate națională.
Ca și în cazul altor state europene predominant catolice, Irlanda a trecut printr-o perioadă de secularizare legală spre sfârșitul secolului al XX-lea. În 1972, articolul Constituției care denumea anumite grupuri religioase a fost șters prin Amendamentul al V-lea aprobat prin referendum. Încă mai rămâne însă articolul 44: Statul recunoaște că omagiul venerației publice se datorează Atotputernicului Dumnezeu. Numele Său va fi ținut cu respect, și se va respecta și cinsti religia. Articolul stabilește însă și libertatea religiei, interzice finanțarea de stat a oricărei religii, interzice statului să facă discriminări pe baze religioase și impune tratament egal față de școlile confesionale și laice.
Studiul religiei a fost introdus ca materie opțională pentru Certificatul Junior în 2001. Deși multe școli sunt administrate de organizații religioase, în rândul generațiilor tinere există o tendință secularistă. Școlile religioase nu au dreptul să facă discriminări între elevi pe baze religioase. Există un sistem aprobat de preferințe, în care elevii ce aparțin religiei oficiale a școlii pot fi acceptați înaintea celor de alte religii, dar numai în cazul în care cota de elevi a școlii a fost deja atinsă.

## Cultura
Cultura Irlandei a fost timp de multe secole una predominant gaelică, irlandezii fiind și acum unul dintre cele șase popoare celtice principale. După invazia anglo-normandă din secolul al XII-lea și apoi după cucerirea britanică treptată și colonizarea care a urmat începând cu secolul al XVI-lea, Irlanda a fost influențată și de cultura engleză și scoțiană. Ca urmare, cultura irlandeză, deși distinctă în multe aspecte, are și caracteristici comune cu anglosfera⁠(en)[traduceți], cu Europa catolică⁠(en)[traduceți] și cu alte regiuni locuite de popoare de origine celtică. Diaspora irlandeză⁠(en)[traduceți], una dintre cele mai mari și mai răspândite din lume, a contribuit la globalizarea culturii irlandeze, producând numeroase personalități artistice, muzicale și științifice.

### Literatura

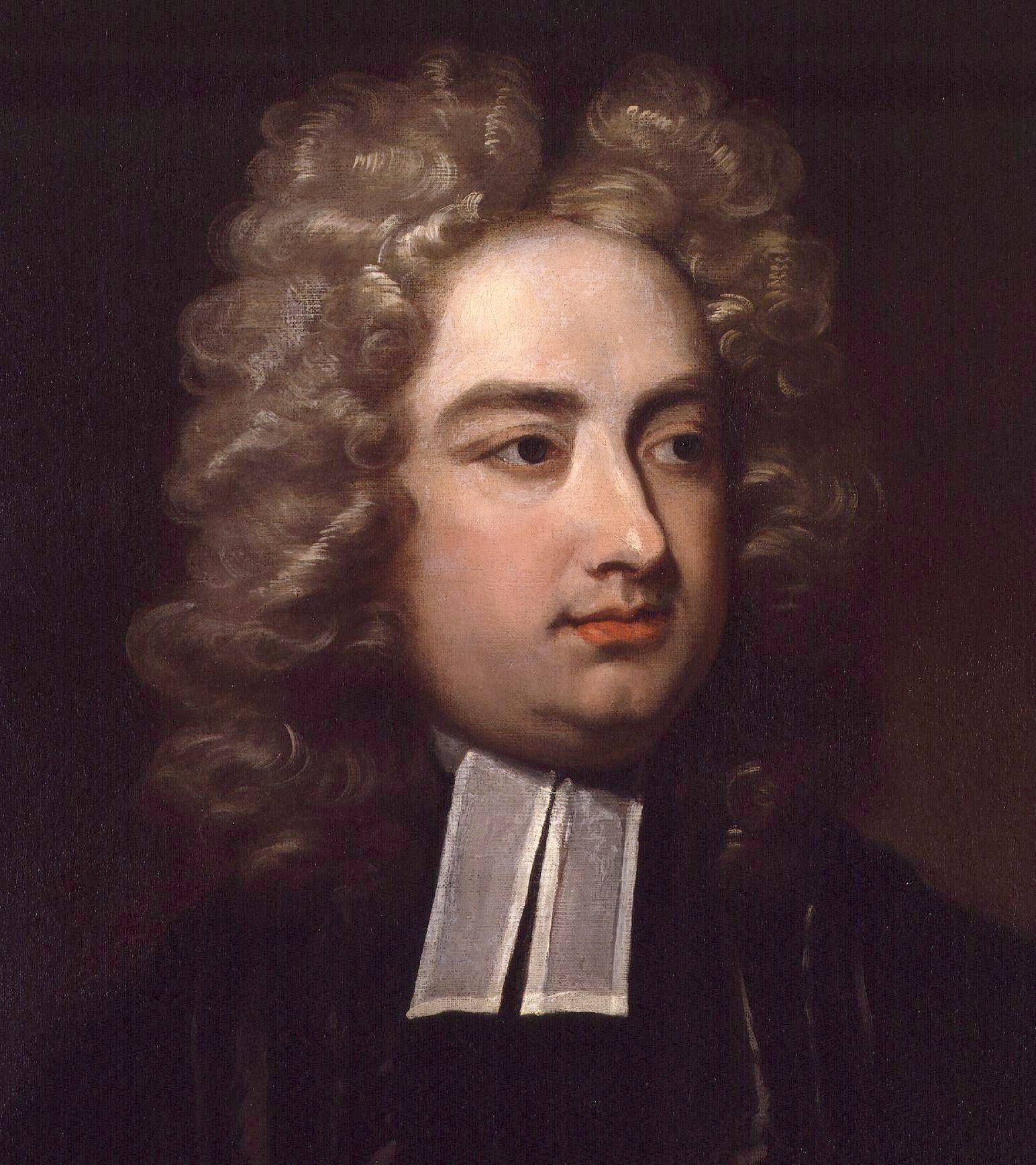
Jonathan Swift (1667–1745)

Irlanda a adus o importantă contribuție literaturii universale, atât în limba engleză cât și în cea irlandeză. Opera literară modernă irlandeză de ficțiune a început odată cu publicarea în 1726 a romanului Călătoriile lui Gulliver de Jonathan Swift. Printre alți scriitori importanți din secolul al XVIII-lea se numără Laurence Sterne cu Viața și opiniile lui Tristram Shandy, gentleman și Oliver Goldsmith cu Vicarul din Wakefield⁠(en)[traduceți]. În secolul al XIX-lea s-au remarcat numeroși romancieri irlandezi, între care Maria Edgeworth⁠(en)[traduceți], John Banim⁠(en)[traduceți], Gerald Griffin⁠(en)[traduceți], Charles Kickham⁠(en)[traduceți], William Carleton⁠(en)[traduceți], George Moore⁠(en)[traduceți] și Somerville și Ross⁠(en)[traduceți]. Bram Stoker a rămas celebru ca autor al romanului Dracula din 1897.
James Joyce (1882–1941) și-a publicat cea mai faimoasă operă, Ulise în 1922, o interpretare a Odiseei cu acțiunea în Dublin. Edith Somerville⁠(en)[traduceți] a continuat să scrie după moartea partenerei sale Martin Ross⁠(en)[traduceți] în 1915. Dublineza Annie M. P. Smithson⁠(en)[traduceți] a fost una dintre mai mulții autori care au scris pentru iubitorii de ficțiune romantică în anii 1920 și 1930. După al Doilea Război Mondial, romane de succes au fost publicate, printre alții, de Brian O'Nolan sub pseudonimul Flann O'Brien, Elizabeth Bowen⁠(en)[traduceți] și Kate O'Brien⁠(en)[traduceți]. În ultimele decenii ale secolului al XX-lea, Edna O'Brien⁠(en)[traduceți], John McGahern⁠(en)[traduceți], Maeve Binchy⁠(en)[traduceți], Joseph O'Connor⁠(en)[traduceți], Roddy Doyle, Colm Tóibín și John Banville au ieșit în evidență ca romancieri.
Patricia Lynch⁠(en)[traduceți] (1898–1972) a fost o prolifică autoare pentru copii, dar și Eoin Colfer⁠(en)[traduceți] a avut recent un succes deosebit în acest gen literar. În genul povestirii, formă de literatură preferată de numeroși scriitori irlandezi, cele mai importante figuri au fost Seán Ó Faoláin⁠(en)[traduceți], Frank O'Connor⁠(en)[traduceți] și William Trevor. Între poeții irlandezi de seamă, se numără Patrick Kavanagh⁠(en)[traduceți], Thomas McCarthy⁠(en)[traduceți], Dermot Bolger⁠(en)[traduceți], și laureații Premiului Nobel pentru Literatură William Butler Yeats și Seamus Heaney (născut în Irlanda de Nord, dar locuitor al Dublinului). În limba irlandeză, cei mai importanți scriitori sunt Pádraic Ó Conaire⁠(en)[traduceți], Máirtín Ó Cadhain⁠(en)[traduceți], Séamus Ó Grianna⁠(en)[traduceți] și Nuala Ní Dhomhnaill⁠(en)[traduceți].

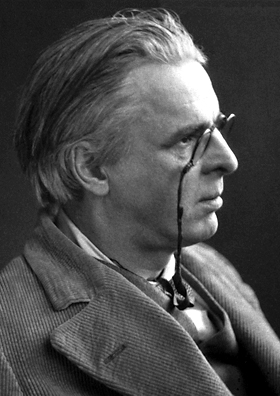
W. B. Yeats (1865–1939)

Istoria teatrului irlandez începe odată cu expansiunea administrației engleze în Dublin la începutul secolului al XVII-lea și de atunci, Irlanda a avut importante contribuții la teatrul anglofon. În istoria lor timpurie, producțiile teatrale din Irlanda tindeau să slujească obiectivelor politice, dar, pe măsură ce se deschideau mai multe teatre și pe măsură ce publicul creștea, au început să fie jucate spectacole din ce în ce mai diverse. Multe teatre din Dublin și-au dezvoltat legături cu echivalentele lor londoneze, iar producțiile britanice își găseau frecvent locul pe scena irlandeză. Majoritatea dramaturgilor irlandezi însă mergeau în străinătate pentru a se remarca. În secolul al XVIII-lea, Oliver Goldsmith și Richard Brinsley Sheridan⁠(en)[traduceți] au fost doi dintre cei mai de succes dramaturgi ai scenei londoneze din vremea lor. La începutul secolului al XX-lea, companiile de teatru s-au dedicat mai mult punerii în scenă de piese irlandeze și a început o dezvoltare a domeniului, de la dramaturgi la regizori și actori, ceea ce a permis multor autori irlandezi să învețe arta și să-și creeze o reputație în Irlanda mai mult decât în Marea Britanie sau în Statele Unite. Urmând tradiția unor mari autori, în principal Oscar Wilde și laureații Premiului Nobel pentru Literatură George Bernard Shaw (1925) și Samuel Beckett (1969), dramaturgi ca Seán O'Casey, Brian Friel⁠(en)[traduceți], Sebastian Barry⁠(en)[traduceți], Brendan Behan, Conor McPherson⁠(en)[traduceți] și Billy Roche⁠(en)[traduceți] au avut succes. Alți dramaturgi irlandezi ai secolului al XX-lea sunt Denis Johnston⁠(en)[traduceți], Thomas Kilroy⁠(en)[traduceți], Tom Murphy⁠(en)[traduceți], Hugh Leonard⁠(en)[traduceți], Frank McGuinness⁠(en)[traduceți] și John B. Keane⁠(en)[traduceți].

### Muzică și dans
Muzica tradițională irlandeză⁠(en)[traduceți] a rămas vibrantă, în ciuda forțelor culturale globalizatoare, și păstrează numeroase aspecte tradiționale. Ea a influențat diferite genuri muzicale, cum ar fi country-ul american și muzica roots, și până la un punct și rockul modern. Uneori, ea s-a combinat cu stiluri ca rock-and-roll și punk rock. Irlanda a produs și mulți artiști cunoscuți pe plan internațional în alte genuri, cum ar fi rock, pop, jazz și blues, printre cei mai importanți numărându-se cei de la U2, Sinéad O'Connor, Van Morrison, Enya și The Cranberries.

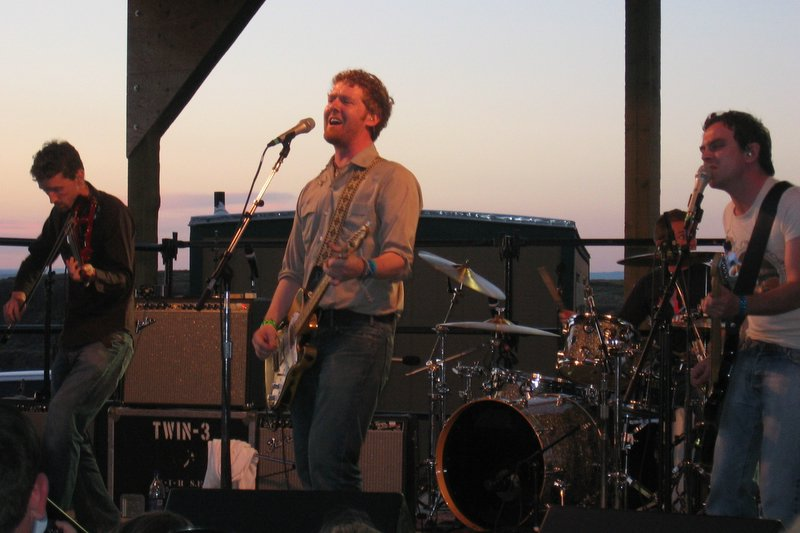
en

Există mai multe ansambluri de muzică clasică în țară, printre care și RTÉ Performing Groups⁠(en)[traduceți]. Irlanda are trei organizații de operă. Opera Ireland produce opere elaborate la Dublin, Opera Theatre Company ține turnee de cameră în toată țara; Festivalul de Operă de la Wexford⁠(en)[traduceți], care promovează opere mai puțin cunoscute, are loc anual în octombrie și noiembrie.
Irlanda a participat la Concursul Muzical Eurovision începând cu 1965. L-a câștigat pentru prima oară în 1970, când Dana s-a prezentat cu cântecul All Kinds of Everything⁠(en)[traduceți]. De atunci, Irlanda a câștigat concursul de încă șapte ori, cel mai mare număr de victorii al oricărei țări. Fenomenul Riverdance⁠(en)[traduceți] a început ca spectacol de pauză la concursul din 1994.
Dansul irlandez se poate împărți în dans social și dans de performanță. Dansurile sociale se pot împărți în céilí și set dance-uri⁠(en)[traduceți]. Acestea din urmă sunt cadriluri⁠(en)[traduceți], dansate de patru perechi așezate în pătrat, în timp ce dansurile céilí⁠(en)[traduceți] se execută în diferite formații de la o singură pereche la 16 persoane. Există și numeroase diferențe stilistice între cele două forme. Dansul social irlandez este o tradiție vie, variații ale fiecărui dans fiind întâlnite în diverse forme pe teritoriul țării. În unele locuri, dansurile sunt intenționat modificate și se dezvoltă noi dansuri. Dansul de performanță este denumit tradițional step. Stepul irlandez⁠(en)[traduceți], popularizat de show-ul Riverdance, este notabil pentru mișcările rapide din picioare, cu corpul și brațele în mare parte nemișcate. Stepul solo este în general caracterizat prin ținerea părții superioare a corpului în mișcări limitate, dar nu rigid, brațe drepte și mișcări rapide și precise ale picioarelor. Dansurile solo pot fi fie în „pantof moale”, fie în „pantof tare”.

### Arhitectura

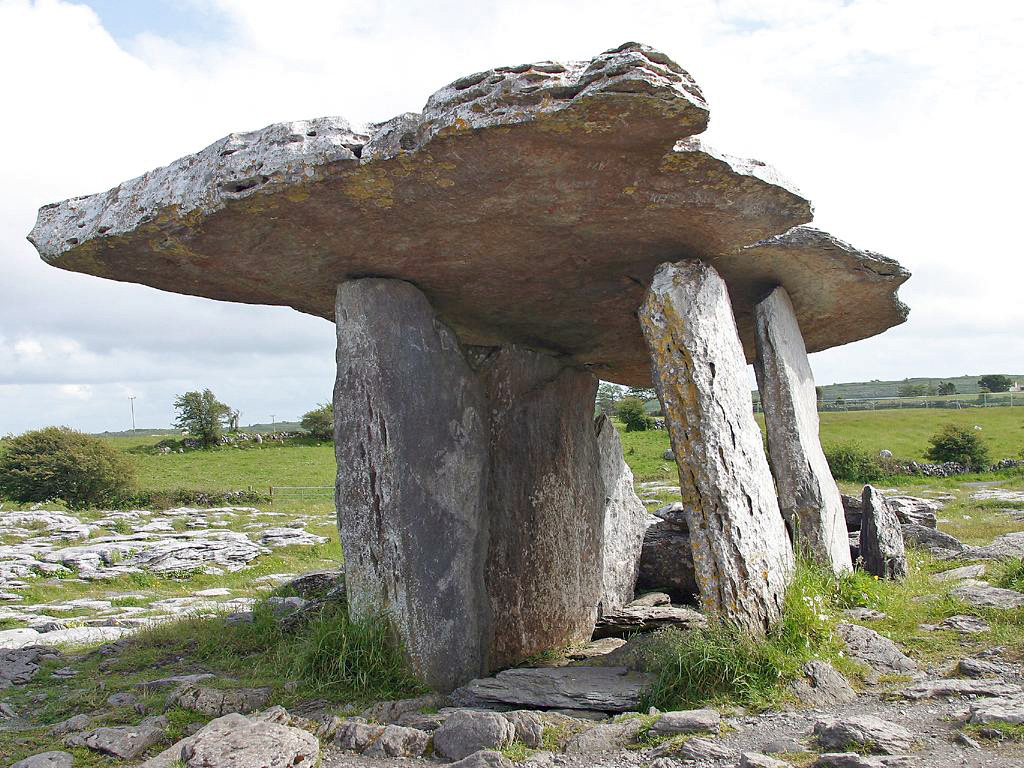
en din comitatul Clare a fost construit în neolitic.

Irlanda are o gamă foarte largă de construcții, care dăinuie în diferite stări de conservare, datând începând cu perioada neolitică, cum ar fi Brú na Bóinne⁠(ne)[traduceți], dolmenul Poulnabrone⁠(en)[traduceți], Piatra Castlestrange⁠(en)[traduceți], Piatra Turoe⁠(en)[traduceți] și cercul de piatră Drombeg⁠(en)[traduceți]. Întrucât romanii nu au cucerit niciodată Irlanda, arhitectură de origine greco-romană este extrem de rară. În schimb, țara a trecut printr-o perioadă lungă de arhitectură a Epocii Fierului. Turnul rotund irlandez⁠(en)[traduceți] își are originea la începutul Evului Mediu.

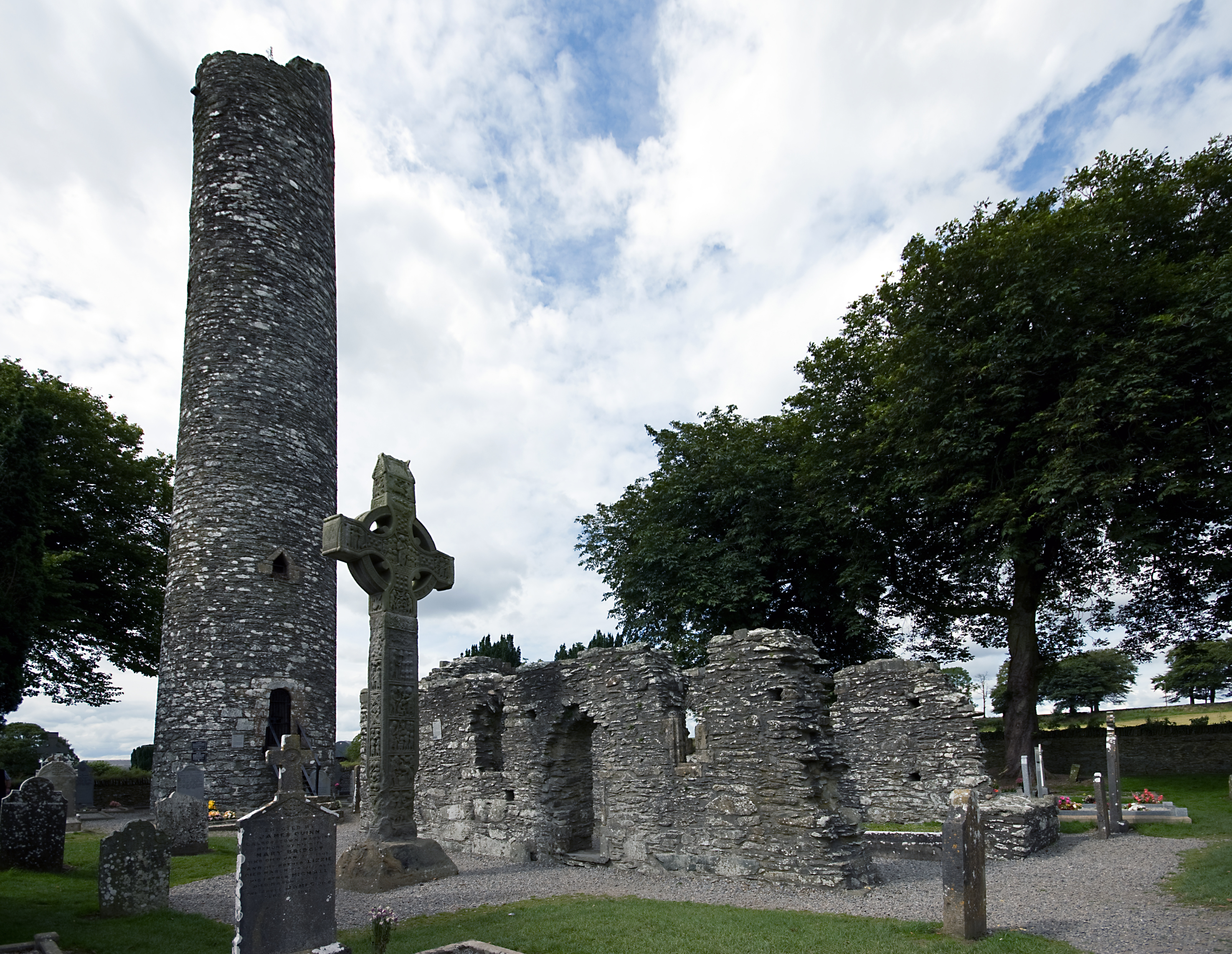
Ruinele en din comitatul Louth aparțin unei așezări creștine timpurii.

Creștinismul a introdus case monastice simple, cum ar fi Clonmacnoise, Skellig Michael și insula Scattery⁠(en)[traduceți]. O similitudine stilistică s-a remarcat și între aceste duble mănăstiri și cele ale copților din Egipt. Regii și aristocrații gaelici ocupau cetăți inelare⁠(en)[traduceți] sau crannóg⁠(en)[traduceți]-uri. Reformele eclesiastice din secolul al XII-lea aduse de cistercieni au stimulat o influență continentală, cu stilul romanesc prezent la mănăstirile Mellifont⁠(en)[traduceți], Boyle⁠(en)[traduceți] și Tintern⁠(en)[traduceți]. Așezările gaelice nu erau mai mari decât niște proto-orașe monastice, cum ar fi Kells⁠(en)[traduceți], unde și astăzi aranjamentul străzilor mai păstrează din conturul circular inițial. Orașe mai mari s-au dezvoltat doar după perioada invaziilor vikingilor. Marile Longphort⁠(en)[traduceți]-uri vikinge (cetăți-porturi) se aflau pe coastă, cu mici așezări fluviale mai în adâncul continentului, cum ar fi Longford⁠(en)[traduceți].
Castele au fost construite de normanzi după sfârșitul secolului al XII-lea, cum ar fi castelul Dublin⁠(en)[traduceți] și castelul Kilkenny⁠(en)[traduceți], și tot atunci a fost introdus conceptul de oraș-târg planificat și înconjurat de zid, care a dobândit statut legal și drepturi speciale printr-o cartă tipic feudală. Aceste carte guvernau anume organizarea acestor orașe. Au urmat două valuri importante de orașe planificate, primul fiind orașele-plantație din secolele al XVI-lea și al XVII-lea, utilizate ca mecanism pentru regii englezi din dinastia Tudor pentru a suprima insurgența locală, urmată de orașele nobiliare din secolul al XVIII-lea. Între orașele planificate ridicate în vremea normanzilor și care mai dăinuie se numără Drogheda și Youghal⁠(en)[traduceți]; orașe-plantație sunt Portlaoise și Portarlington⁠(en)[traduceți]; orașe planificate de secol al XVIII-lea bine păstrate sunt Westport⁠(en)[traduceți] și Ballinasloe⁠(en)[traduceți]. Aceste episoade de construcție planificată stau la originea majorităților orașelor actuale din țară.

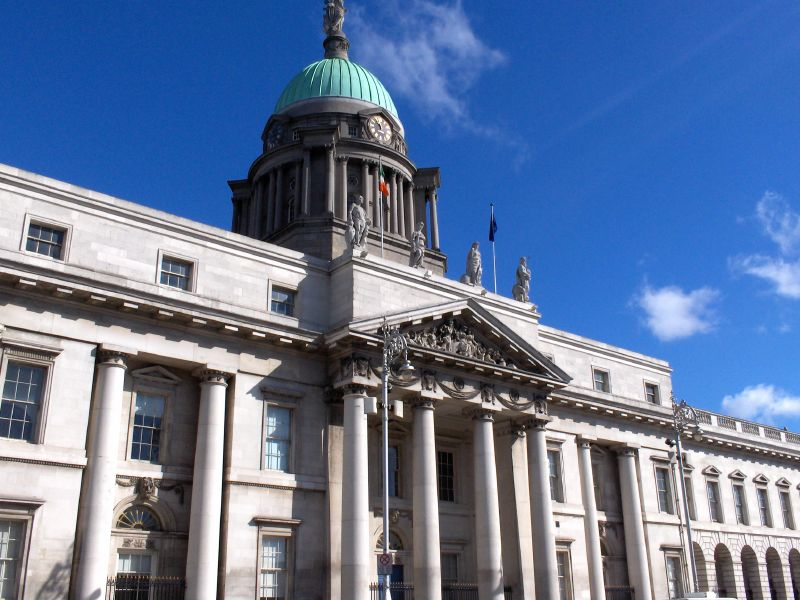
en este o clădire neoclasică de la sfârșitul secolului al XVIII-lea.

Tot normanzii au introdus și catedrale gotice, cum ar fi St Patrick's⁠(en)[traduceți]. Franciscanii erau o organizație dominantă în domeniul mănăstirilor în Evul Mediu Târziu, în timp ce casele elegante cu turn, cum ar fi castelul Bunratty, au fost construite de aristocrația gaelică și normandă. Numeroase clădiri religioase au fost ruinate în cursul dizolvării mănăstirilor în timpul lui Henric al VIII-lea. După Restaurație, palladianismul⁠(en)[traduceți] și rococo-ul, în special la casele de la țară, au invadat Irlanda la inițiativa lui Edward Lovett Pearce⁠(en)[traduceți], Clădirea Parlamentului⁠(en)[traduceți] fiind cel mai semnificativ exemplu.
Cu ridicarea clădirilor cum ar fi casa vămii⁠(en)[traduceți], Four Courts⁠(en)[traduceți], Poșta Generală⁠(en)[traduceți] și Hanurile Regale⁠(en)[traduceți], stilurile neoclasic și georgian⁠(en)[traduceți] au înflorit, mai ales în Dublin. Casele georgiene au format străzi deosebite, mai ales în Dublin, Limerick și Cork. După Emanciparea Catolicilor⁠(en)[traduceți], catedralele și bisericile influențate de goticul renăscut francez, cum ar fi St Colman's⁠(en)[traduceți] și St Finbarre's⁠(en)[traduceți]. Irlanda este de mult asociată cu casele cu acoperiș de stuf, deși astăzi ele sunt considerate învechite.

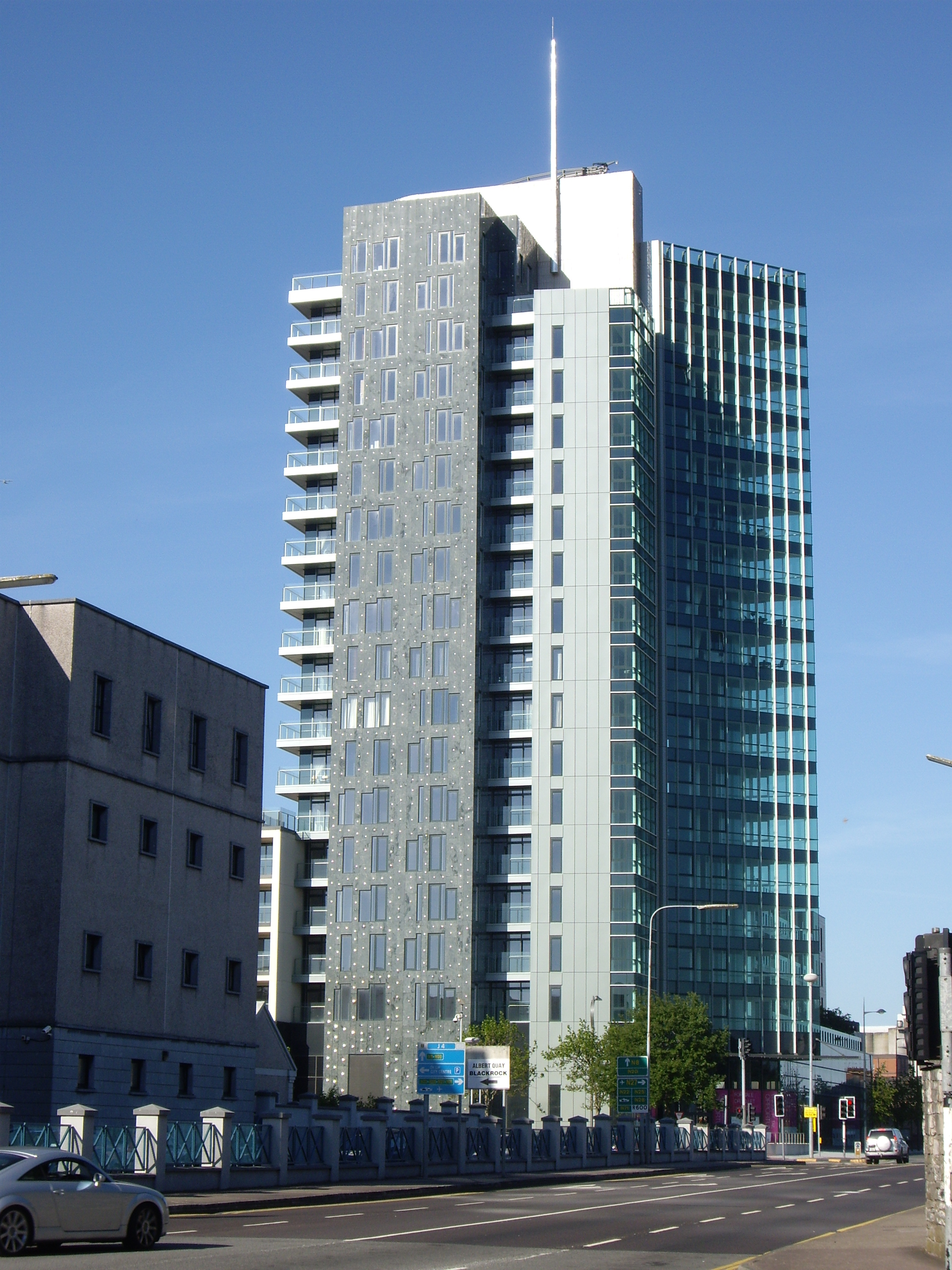
Turnul en din Cork este cea mai înaltă clădire cu etaje din Irlanda.

Începând cu biserica art deco de sorginte americană de la Turner's Cross⁠(en)[traduceți] din 1927, arhitectura irlandeză a urmat tendințele internaționale către stiluri moderne și elegante începând cu secolul al XX-lea. Construcții recente sunt reamenajarea cartierului Ballymun⁠(en)[traduceți] și o extensie urbană a Dublinului de la Adamstown⁠(en)[traduceți]. De la reînființarea Dublin Docklands Development Authority⁠(en)[traduceți] în 1997, zona Docurilor din Dublin⁠(en)[traduceți] a fost redezvoltată pe scară largă, construindu-se și Convention Centre Dublin⁠(en)[traduceți] și Teatrul Grand Canal⁠(en)[traduceți]. Terminat în 2008, turnul the Elysian⁠(en)[traduceți] din Cork este cea mai înaltă clădire cu etaje din țară (cea mai înaltă clădire de pe insulă fiind Turnul Obel⁠(en)[traduceți] din Belfast, Irlanda de Nord), cu o înălțime de 71 m, depășind Primăria Cork⁠(en)[traduceți].

### Mass-media
Raidió Teilifís Éireann (RTÉ) este televiziunea publică în Irlanda, fiind finanțată printr-o taxă pentru televiziune și din publicitate. RTÉ deține două posturi TV naționale, RTÉ One⁠(en)[traduceți] și RTÉ Two. Celelalte posturi naționale independente sunt TV3⁠(en)[traduceți], 3e⁠(en)[traduceți] și TG4⁠(en)[traduceți], ultimul fiind un post de serviciu public pentru vorbitorii de limbă irlandeză. Acestea sunt disponibile pe Saorview⁠(en)[traduceți], serviciul național de televiziune digitală terestră. Alte canale incluse în acest serviciu sunt RTÉ Two HD, RTÉ News Now⁠(en)[traduceți], RTÉjr⁠(en)[traduceți] și RTÉ One +1. Furnizorii pe bază de abonament sunt UPC⁠(en)[traduceți] și Sky⁠(en)[traduceți].
Susținută de An Bord Scannán na hÉireann⁠(en)[traduceți], industria cinematografică irlandeză a crescut mult începând cu anii 1990, odată cu promovarea filmelor irlandeze precum și de atragerea unor producții internaționale ca Inimă neînfricată și Salvați soldatul Ryan.
Numeroase posturi regionale și locale de radio emit pe teritoriul țării. Un sondaj a arătat că 85% dintre adulți ascultă zilnic posturi de radio naționale, regionale și locale. RTÉ Radio⁠(en)[traduceți] deține patru posturi naționale, Radio 1⁠(en)[traduceți], 2fm⁠(en)[traduceți], Lyric fm⁠(en)[traduceți] și RnaG⁠(en)[traduceți], pe lângă două posturi naționale private, Today FM⁠(en)[traduceți] și Newstalk⁠(en)[traduceți].
Irlanda are o piață a presei scrise competitivă prin tradiție, împărțită fiind între cotidianele naționale și săptămânalele regionale, la care se adaugă edițiile duminicale naționale. Forța presei britanice este o trăsătură unică în presa scrisă irlandeză, în țară fiind disponibile numeroase ziare și reviste britanice.
Eurostat a raportat că 82% de gospodării irlandeze aveau în 2013 acces la Internet, față de media UE de 79% dar numai 67% aveau acces de mare viteză.

### Bucătăria

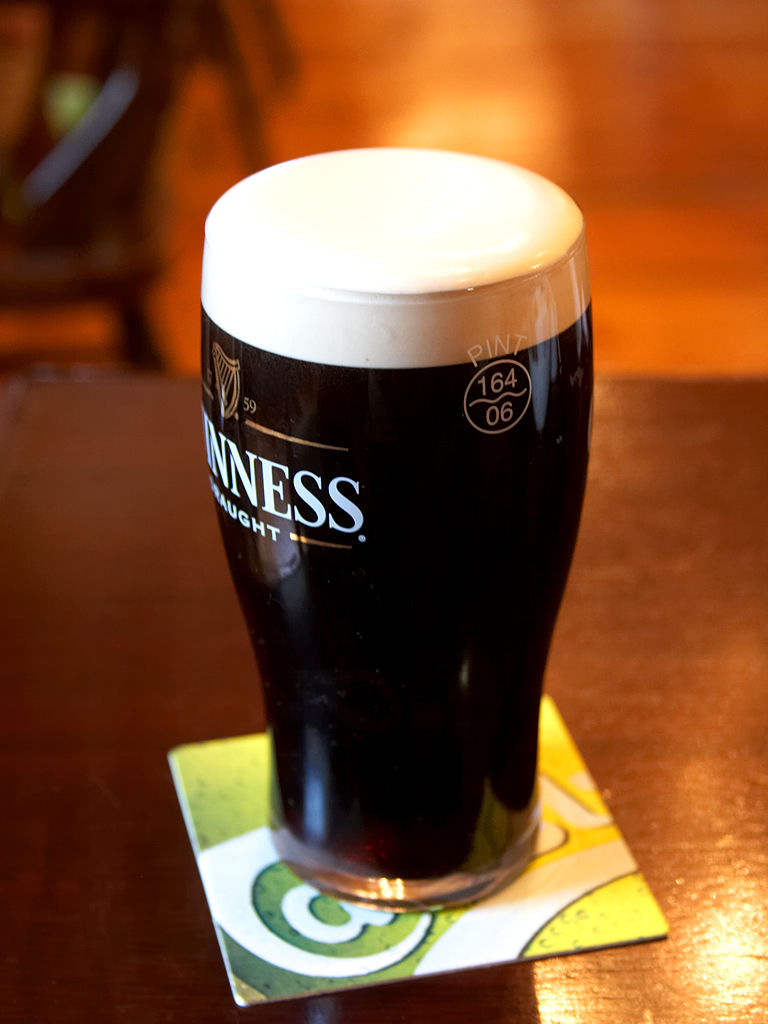
Un pahar de Guinness

Bucătăria irlandeză tradițională se bazează pe carne și lactate, suplimentate cu legume și fructe de mare. Cartoful a ajuns să formeze baza numeroaselor feluri de mâncare irlandeze după introducerea sa în secolul al XVI-lea. Exemple de feluri de mâncare irlandeze sunt boxty⁠(en)[traduceți], colcannon⁠(en)[traduceți], coddle⁠(en)[traduceți], tocana⁠(en)[traduceți], și șunca cu varză⁠(en)[traduceți]. Irlanda este celebră pentru așa-numitul „mic dejun irlandez”, foarte consistent, prăjit sau făcut pe grătar, cu șuncă, ouă, cârnați, budincă și roșii prăjite. În afara puternicei influențe a mâncărurilor europene și internaționale, recent a ieșit în evidență o bucătărie irlandeză bazată pe ingrediente tradiționale gătite în feluri noi. Aceasta se bazează pe legume proaspete, pește, stridii, midii și alte moluște marine, și o gamă largă de brânzeturi de casă produse mai nou în toată țara. Popularitatea nevertebratelor marine a crescut, mai ales datorită pescuitului practicat pe coastele țării. Cei mai populari pești sunt somonul și morunul. Produsele tradiționale de panificație sunt soda bread⁠(en)[traduceți] (pâine cu bicarbonat de sodiu, albă sau neagră); și barmbrack⁠(en)[traduceți], o pâine cu drojdie cu stafide albe și negre.
Băuturile consumate de irlandezi zilnic sunt ceaiul și cafeaua. Băuturile alcoolice asociate cu Irlanda sunt Poitín⁠(en)[traduceți] și celebra bere neagră Guinness, un stout inventat în berăria lui Arthur Guinness⁠(en)[traduceți] de la Poarta St. James⁠(en)[traduceți] din Dublin. Whiskey-ul irlandez⁠(en)[traduceți] este și el popular în toată țara, și are diverse forme — single malt, single grain și whiskey de amestec.

### Sporturi

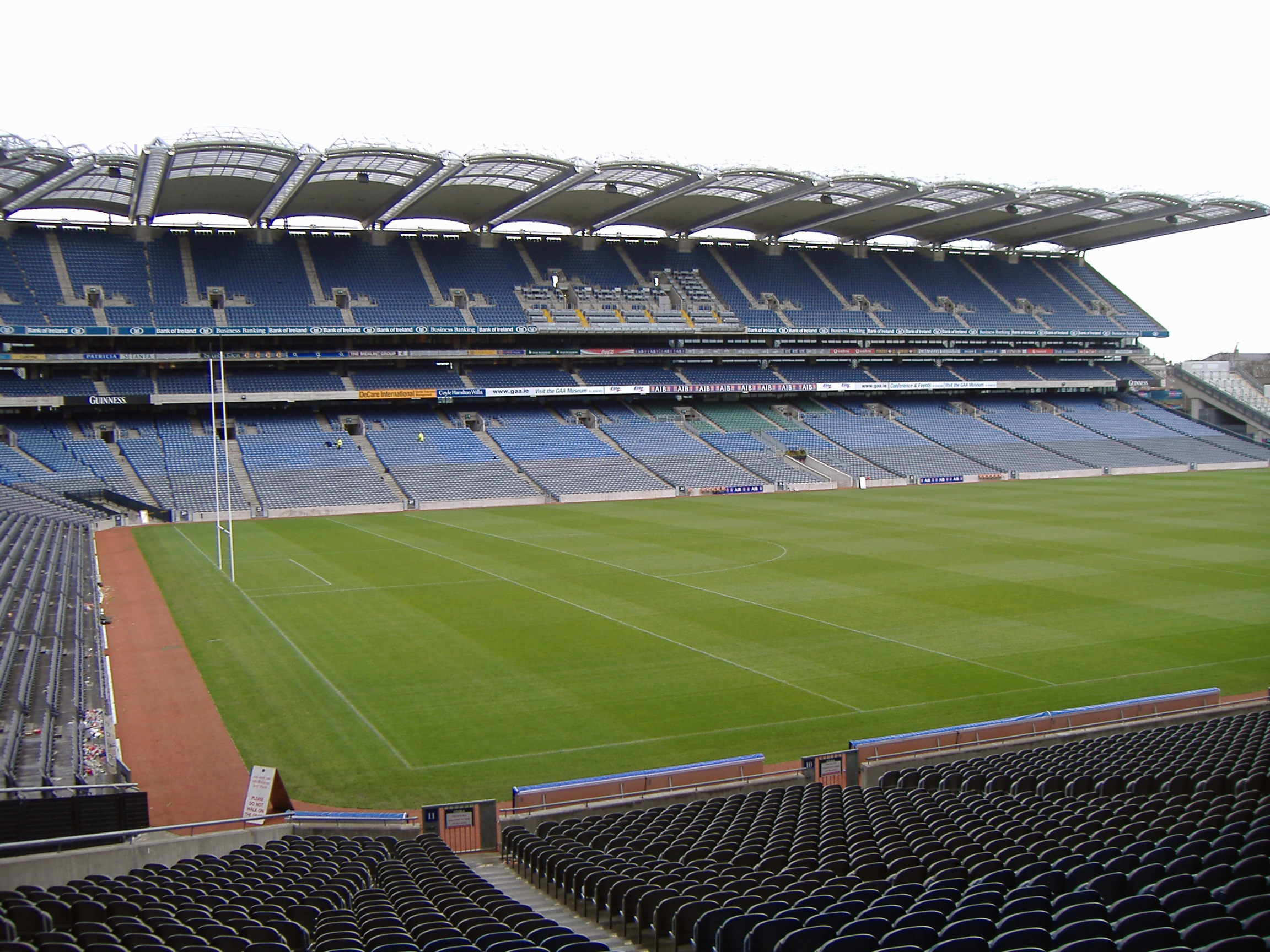
Stadionul Croke Park, unde își are sediul en

Gaelic football și hurlingul⁠(en)[traduceți] sunt sporturile tradiționale ale Irlandei, și sunt și cele mai populare în rândul spectatorilor. Ele sunt administrate de către Gaelic Athletics Association⁠(en)[traduceți] cu jurisdicție pe toată insula. Alte sporturi irlandeze organizate de această asociație sunt handbalul irlandez⁠(en)[traduceți] și rounders⁠(en)[traduceți].
Fotbalul este al treilea cel mai popular sport în rândul spectatorilor și are cel mai înalt nivel de participare. Deși Liga Irlandei este campionatul național, Premier League din Anglia este cea mai urmărită competiție de către public. Echipa națională de fotbal a Irlandei joacă la nivel internațional și este administrată de Football Association of Ireland.
Irish Rugby Football Union⁠(en)[traduceți] este organismul ce conduce practicarea rugby-ului în Irlanda, sport jucat la nivel local și internațional cu reprezentarea întregii insule, și a produs jucători ca Brian O'Driscoll⁠(en)[traduceți] și Ronan O'Gara⁠(en)[traduceți], care au făcut parte din echipa care a câștigat Marele Slam⁠(en)[traduceți] în 2009. Succesul echipei irlandeze de cricket de la Cupa Mondial de Cricket 2007⁠(en)[traduceți] a dus la o creștere a popularității acestui sport în Irlanda, activitate administrată la nivelul întregii insule de către Irish Cricket Union⁠(en)[traduceți].
Golful este un alt sport popular în Irlanda, cu peste 300 de terenuri în toată țara. De aici provin câțiva jucători de golf de renume mondial, între care Pádraig Harrington⁠(en)[traduceți] și Paul McGinley⁠(en)[traduceți].
Boxul este cel mai de succes sport olimpic pentru Irlanda. Administrat de Irish Amateur Boxing Association⁠(en)[traduceți] la nivelul întregii insule, a căpătat popularitate ca urmare a succesului înregistrat de boxeri ca Bernard Dunne⁠(en)[traduceți], Andy Lee⁠(en)[traduceți] și Katie Taylor.
Unii dintre atleții cei mai de succes ai Irlandei au participat și la Jocurile Olimpice, cum ar fi Eamonn Coghlan⁠(en)[traduceți] și Sonia O'Sullivan⁠(en)[traduceți]. Maratonul din Dublin⁠(en)[traduceți] și minimaratonul pentru femei din Dublin⁠(en)[traduceți] sunt două dintre cele mai populare competiții sportive din țară.
Rugby-ul în 13⁠(en)[traduceți] este reprezentat de o echipă națională și administrat de Rugby League Ireland⁠(en)[traduceți] (membră a Federației Europene de Rugby în 13⁠(en)[traduceți]) reprezentând toată insula. Echipa participă la Cupa Europeană de Rugby în 13⁠(en)[traduceți] și la Cupa Mondială de Rugby în 13⁠(en)[traduceți]. Irlanda a ajuns în sferturile de finală ale Cupei Mondiale din 2000 și în semifinale în 2008. Irish Elite League este primul eșalon pentru echipele de rugby din Irlanda.
Profilul fotbalului australian⁠(en)[traduceți] a crescut în Irlanda datorită întrecerilor anuale cu reguli mixte ce se desfășoară între Australia și Irlanda. Baseballul și baschetul sunt sporturi emergente în Irlanda, la ambele țara având o echipă națională care reprezintă toată insula. Alte sporturi ce păstrează un număr mare de adepți în Irlanda sunt ciclismul, cursele de câini⁠(en)[traduceți], echitația, sporturile cu motor și softballul.

### Societatea
Irlanda se clasează pe locul al cincilea în lume după egalitatea între sexe. În 2011, Irlanda s-a clasat pe locul întâi în Europa și pe al doilea în lume la acte de caritate. Contracepția a fost controlată până în 1979, dar scăderea influenței Bisericii Catolice a dus la o societate din ce în ce mai secularizată. În 1983, prin al VIII-lea amendament la Constituție s-a introdus „dreptul la viață al copilului nenăscut”, supus unei cenzuri în raport cu „dreptul egal la viață” al mamei. Cazul Attorney General v. X⁠(en)[traduceți] a dus ulterior la introducerea amendamentelor al XIII-lea și al XIV-lea, prin care se garanta dreptul de a face avort în străinătate și dreptul de a fi informată despre „servicii” ilegale în Irlanda dar legale în alte țări. Inderdicția asupra divorțurilor din Constituția din 1937 a fost abrogată în 1995 prin al XV-lea amendament. Rata divorțurilor în Irlanda este una foarte scăzută în raport cu media UE (0,6 divorțuri la mia de locuitori în 2013) în timp ce rata căsătoriilor este puțin mai mare ca media UE (4,6 căsătorii anual la mia de locuitori în 2012).
Pedeapsa capitală este interzisă prin Constituție în Irlanda, în timp ce discriminarea pe criterii de vârstă, sex, orientare sexuală, statut familial, stare civilă, rasă sau apartenență la comunitatea nomadă este ilegală. Legislația ce incrimina homosexualitatea a fost abrogată în 1993. În 2010, Dáilul și Senatul au adoptat Legea Parteneriatelor Civile și a Anumitor Drepturi și Obligații ale Colocatarilor⁠(en)[traduceți], prin care se recunoșteau parteneriatele civile între cuplurile de același sex. Ea permite cuplurilor de același sex să-și înregistreze relația. Un sondaj efectuat de Sunday Times în martie 2011 arăta că 73% dintre cei intervievați cred că cuplurile de același sex ar trebui să aibă dreptul de a se căsători, iar 60% cred că trebuie să li se permită să adopte copii. În aprilie 2012, Convenția Constituțională⁠(en)[traduceți] a votat cu o majoritate largă să extindă drepturile de căsătorie și la cuplurile de același sex. La 23 mai 2015, Irlanda a devenit prima țară care a legalizat prin vot popular căsătoriile între persoanele de același sex.
Irlanda a devenit prima țară din lume care a introdus în 2002 o taxă de mediu pe pungile de plastic pentru cumpărături și care a interzis fumatul în public în 2004. În Irlanda, reciclarea se practică pe scară largă și țara se mândrește cu a treia cea mai mare rată de reciclare a ambalajelor din Uniunea Europeană. A fost prima țară europeană care a interzis becurile incandescente în 2008 și prima țară a UE care a interzis reclamele la tutun și expunerea pachetelor de țigări în magazine în 2009. În 2015, Irlanda a devenit a doua țară din lume (după Australia) care a introdus pachete de țigări neutre. În ciuda acestor măsuri de descurajare a consumului de tutun, procentul de fumători în Irlanda rămâne mai mare de 20% din populația adultă și peste cel din alte țări dezvoltate.
În mai 2015, Irlanda a devenit prima țară din lume care a aprobat prin referendum căsătoriile între persoanele de același sex. 62,1% dintre irlandezi (1.201.607 de persoane) au votat pentru legalizarea căsătoriilor între persoanele de același sex, în timp ce 37,9% (734.300) au fost împotrivă.

### Simbolurile țării
Multe dintre simbolurile folosite de Irlanda se aplică întregii insule, cum ar fi culoarile verde și albastru⁠(en)[traduceți], animale ca cerbul și câinele-lup irlandez, structuri ca turnurile rotunde⁠(en)[traduceți] și crucile celtice, sau elemente de design ca nodul celtic⁠(en)[traduceți] și spiralele triple⁠(en)[traduceți]. Aceste simboluri sunt utilizate atât de instituțiile statului, cât și de entități private din Irlanda.
Drapelul Irlandei este un tricolor verde-alb-portocaliu.  Drapelul își are originea în mișcarea Tânăra Irlandă⁠(en)[traduceți] de la jumătatea secolului al XIX-lea, dar a fost popularizat abia după utilizarea sa în timpul Revoltei de Paști din 1916. Culorile reprezintă tradiția gaelică (verdele) și pe adepții lui William de Orange din Irlanda (portocaliu), albul reprezentând aspirația pentru pace între aceste două grupuri. El a fost adoptat ca drapel al Statului Liber Irlandez în 1922 și continuă să fie singurul drapel al statului. Pavilionul militar, un steag verde cu o harpă galbenă, este stabilit în Regulamentele Forțelor de Apărare, și se arborează la catargul vaselor alături de drapelul național în condiții limitate. El se bazează pe pavilionul civil irlandez neoficial utilizat în secolele al XVIII-lea și al XIX-lea și pe drapelul tradițional verde al Irlandei datând din secolul al XVI-lea.
Ca și drapelul național, imnul național, Amhrán na bhFiann (în engleză A Soldier's Song, în traducere Cântec de soldat), își are rădăcinile în Revolta de Paști, când a fost intonat de rebeli. Deși publicat mai întâi în engleză în 1912, cântecul a fost tradus în irlandeză în 1923 și versiunea aceasta este mai frecvent cântată azi. A fost adoptat ca imn național al Statului Liber Irlandez în 1926 și continuă să fie imnul național al Irlandei de astăzi. Primele patru versuri ale corului urmate de ultimele cinci alcătuiesc onorul prezidențial. An Amhran Dochais (în engleză The Song of Hope, în traducere Cântecul speranței), pe o melodie tradițională denumită Mor Chluana (în engleză More of Cloyne), culeasă de Patrick Weston Joyce⁠(en)[traduceți], și odinioară potențial imn național, se intonează ca onor la sosirea primului ministru la evenimente oficiale.
Stema Irlandei își are orginea în stemele monarhilor Irlandei și a fost atestată ca însemn al regelui Irlandei în secolul al XII-lea. De la unirea coroanelor⁠(en)[traduceți] Angliei, Scoției și Irlandei în 1603, ea a apărut pe un sfert din scutul stemei Regatului Unit. Astăzi, ea este însemnul președintelui Irlandei și se arborează ca stindard prezidențial. Harpa este utilizată pe scară largă de către stat pentru a însemna documente oficiale, monede irlandeze și ca sigiliu al președintelui.
Trifoiul este și el un simbol național din secolul al XVII-lea, de când a apărut obiceiul de a-l purta de ziua Sfântului Patrick. Atât harpa cât și trifoiul sunt mărci înregistrate de stat în Irlanda. Sărbătoarea națională este ziua Sfântului Patrick, 17 martie.

### Patrimoniu mondial
Două situri istorice irlandeze sunt incluse în lista patrimoniului mondial UNESCO: Ansamblul arheologic „Cotul Boyne-ului”⁠(en)[traduceți] (1993), ce cuprinde elemente de artă megalitică preistorică și complexul monastic insular Skellig Michael (1996).